# Architettura shintoista
| A massha | A stone lantern (tōrō) | Kitano Tenman-gū's Karamon (Chinese-style gate) |

| A sandō | Kamosu Jinja's honden | Chigi and katsuogi on a shrine's roof |

L'architettura shintoista è l'architettura dei santuari shintoisti giapponesi.
Con poche eccezioni, il progetto generale di un santuario shintoista è di origine buddista. Prima dell’arrivo del buddismo, i santuari erano solo strutture temporanee erette per uno scopo particolare. Il buddhismo portò in Giappone l'idea di avere santuari permanenti e introducendo anche gran parte del vocabolario dell'architettura shintoista. La presenza di verande, lanterne di pietra e porte elaborate sono esempi di questa influenza, e nessuna delle sue possibili caratteristiche è necessariamente presente. Anche l'honden o il santuario, la parte che ospita il kami e che è il fulcro dello stesso, può mancare. Tuttavia, poiché i suoi terreni sono sacri, di solito sono circondati da una recinzione in pietra o legno chiamata tamagaki, mentre l'accesso è reso possibile da un percorso chiamato sandō. Gli ingressi stessi sono attraversati da cancelli chiamati torii, che sono quindi il modo più semplice per identificare un santuario shintoista.
Un santuario può includere nel suo terreno diverse strutture, ciascuna destinata a uno scopo diverso. Tra loro ci sono l'honden o santuario, dove sono custoditi i kami, l'heiden o sala delle offerte, dove vengono presentate offerte e preghiere, e l'haiden o sala di culto, dove ci possono essere posti per i fedeli. L'honden è l'edificio che contiene lo shintai, letteralmente "il sacro corpo del kami". Di questi, solo l'haiden è aperto ai laici. L'honden si trova dietro l'haiden e di solito è molto più piccolo e disadorno. Altre caratteristiche notevoli del santuario sono il temizuya, la fontana dove i visitatori si puliscono le mani e la bocca e lo shamusho (社 務 所), l'ufficio che sovrintende il santuario. I santuari possono essere molto grandi, come ad esempio il Santuario di Ise, o piccoli come un alveare, come nel caso dell'hokora, piccoli santuari che si trovano spesso sui lati della strada.
Prima della separazione forzata tra scintoismo e buddismo (Shinbutsu bunri), non era raro che un tempio buddista fosse costruito all'interno o accanto a un santuario o al contrario per un santuario che includesse sottotempli buddisti (Shinbutsu shūgō). Se un santuario era anche un tempio buddista, veniva chiamato jingu-ji. Allo stesso tempo, i templi di tutto il paese hanno adottato il kami tutelare (chinju (鎮守/鎮主?) e costruì santuari del tempio chiamati chinjusha per ospitarli. Dopo la forzata separazione dei templi buddisti e dei santuari shintoisti (shinbutsu bunri) ordinati dal nuovo governo nel periodo Meiji, la connessione tra le due religioni fu ufficialmente separata, ma continuò comunque ad essere presente.

## L'origine dei santuari
La pratica della costruzione di aree sacre ebbe inizio in Giappone già nel periodo Yayoi (dal 500 a.C. circa al 300 d.C.), originata dai primi principi shintoisti. Le caratteristiche del paesaggio come rocce, cascate, isole e in particolare le montagne erano luoghi che si riteneva fossero capaci di attrarre i kami, che successivamente vennero adorati come yorishiro. In origine, i luoghi sacri potevano essere semplicemente contrassegnati da una recinzione e un cancello d'ingresso o torii. Più tardi, degli edifici temporanei simili ai santuari portatili di oggi furono costruiti per accogliere gli dei nel luogo sacro. Nel tempo le strutture temporanee si sono evolute in strutture permanenti dedicate alle divinità. Gli antichi santuari furono costruiti secondo lo stile delle abitazioni (Santuario di Izumo) o dei magazzini (Santuario di Ise). Gli edifici avevano tetti a capanna, pavimenti sopraelevati, pareti di assi ed erano ricoperti di paglia o con corteccia di cipresso hinoki. Questi primi santuari non includevano uno spazio per l'adorazione. Esistono tre forme importanti di antichi stili architettonici di santuari: taisha-zukuri, shinmei-zukuri e sumiyoshi-zukuri Sono esemplificati dal Santuario di Izumo, dal Santuario Nishina Shinmei e dal Grande santuario di Sumiyoshi datati prima del 552. Secondo la tradizione dello Shikinen sengū-sai (式年遷宮祭),  gli edifici o i santuari venivano fedelmente ricostruiti a intervalli regolari aderendo al progetto originale. In questo modo, gli stili antichi sono stati replicati attraverso i secoli fino ai giorni nostri.

## Caratteristiche comuni

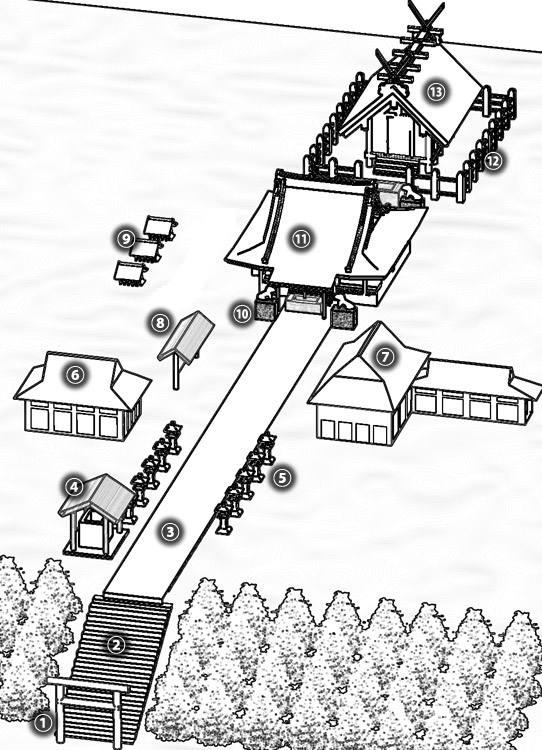
La composizione di un santuario shintoista

Ciò che segue è un diagramma che illustra gli elementi più importanti di un santuario shintoista.
1. Torii – ingresso al santuario
2. Scale in pietra
3. Sandō – sentiero che conduce al santuario
4. Chōzuya o temizuya – fontana per purificare le mani e il viso
5. Tōrō – lanterne decorative in pietra
6. Kagura-den – edificio dedicato al No o danza sacra kagura
7. Shamusho – ufficio amministrativo del santuario
8. Ema – placche di legno recanti preghiere o desideri
9. Sessha/massha – piccolo santuario ausiliario
10. Komainu – i cosiddetti "cani leone", guardiani del santuario
11. Haiden – oratorio
12. Tamagaki – recinto che circonda l'honden
13. Honden – sala principale, che custodisce il kami. Sul tetto dell'Haiden e dell'Honden sono visibili i chigi (fastigi sul tetto a forma biforcuta) e il katsuogi (brevi tronchi orizzontali), entrambi ornamenti comuni dei santuari.

### L'ingresso (torii)
Il torii (vedi galleria sotto) è un cancello che segna l'ingresso in un'area sacra, di solito (anche se non necessariamente) un santuario. Un santuario può avere un numero qualsiasi di torii (il Fushimi Inari Taisha ne ha migliaia) fatti di legno, pietra, metallo, calcestruzzo o qualsiasi altro materiale. Possono essere trovati in diversi luoghi all'interno della zona di un santuario per indicare un maggiore livello di sacralità.
Il torii può essere spesso trovato anche nei templi buddisti, sono un simbolo accettato dello shintoismo e, come tali, sono usati per marcare i santuari sulle mappe.
L'origine del torii non è chiara e nessuna teoria esistente è stata accettata come valida. Potrebbero per esempio avere avuto origine in India come derivazione delle porte torana nel monastero di Sanchi, che si trova nell'India centrale.

### Il sentiero (sandō)
Il sandō (vedi la galleria) è il sentiero che si avvicina ad un santuario shintoista o ad un tempio buddista. Il suo punto di origine è di solito divaricato nel primo caso da un torii scintoista, nel secondo da un sanmon buddista, accessi che segnano l'inizio del territorio del santuario o del tempio. Ci possono anche essere lanterne di pietra e altre decorazioni in qualsiasi punto lungo il suo corso. Possono esserci più di un sandō, nel qual caso il principale è chiamato omote-sandō, o sandō anteriore, ura-sandō, o sandō posteriore, ecc.

### Fontana (temizuya)
Prima di entrare nel santuario, i visitatori devono lavarsi le mani e la bocca in una fontana costruita per questo scopo e chiamata temizuya o chōzuya (vedi galleria).

### I guardani cane-leone (komainu)
I due "leoni" di fronte a un santuario (vedi galleria) sono chiamati cani da guardia komainu (狛犬?). Erano così chiamati perché si pensava che fossero stati portati in Giappone dalla Cina attraverso la Corea, e il loro nome deriva da "Koma" (高麗?), il termine giapponese che indica il regno coreano di Koguryo. Essi sono quasi identici, ma uno ha la bocca aperta e l'altro chiusa. Questa è una caratteristica molto comune nelle coppie di statue nei templi e nei santuari e assume un importante significato simbolico. La bocca aperta pronuncia la prima lettera dell'alfabeto sanscrito ("a"), quello chiuso l'ultima ("um"), che rappresenta l'inizio e la fine di tutte le cose. Quello con la bocca aperta è chiamato shishi (獅子?), l’altro komainu, un nome che col tempo venne usato per entrambi gli animali.

### Il santuario (honden)
L'honden, anche chiamato shinden (神殿?) (vedi galleria) è l'edificio più sacro del santuario, inteso esclusivamente ad uso del kami consacrato. Il kami, di per sé incorporeo, viene solitamente rappresentato fisicamente o talvolta da una statua. L'edificio è normalmente posto nella parte posteriore del santuario e chiuso al pubblico. Le sezioni Gli stili più comuni di santuari e Altri stili riportate di seguito sono dedicate specificamente all'honden e alle sue caratteristiche.

### Sala del culto(haiden)
L'haiden (vedi galleria sotto) è la sala del culto o oratorio del santuario. Di solito è posizionato di fronte al santuario principale (honden) e spesso costruito più grande rispetto al secondo. L'haiden è spesso collegato all'honden da un heiden, o sala delle offerte. Mentre l'honden è il posto per il kami consacrato e chiuso al pubblico, l'haiden fornisce uno spazio per le cerimonie e per adorare i kami.

### Sala delle offerte (heiden)
L'heiden (vedi galleria sotto) è la parte di un santuario usata per ospitare le offerte e normalmente consiste in una sezione che collega l'honden e l'haiden. Può anche essere chiamato chūden (中殿?) o in altri modi, e la sua posizione può a volte variare. Nonostante il suo nome, al giorno d'oggi è usato soprattutto per i rituali.

### Altri elementi

#### Hokora
Un hokora o hokura è un santuario shintoista molto piccolo o che si trova nel recinto di un santuario più grande e dedicato al kami, o sul lato della strada, che custodisce il kami ma è non sotto la giurisdizione di un grande santuario. Dōsojin, è un kami minore che protegge i viaggiatori dagli spiriti maligni, può essere ad esempio custodito in un hokora.

#### Sessha, massha
Sessha (摂社?, santuario ausiliario) e massha (末社?, santuario succursale), anche chiamato eda-miya (枝宮?, santuario succursale) sono dei piccoli santuari o persino in miniatura (vedi galleria) che hanno una profonda relazione storica con un santuario più importante o con il kami che custodisce e ricadono sotto la giurisdizione di quel santuario. I due termini avevano diversi significati, ma oggi devono essere considerati sinonimi. Per questo motivo, a volte questo tipo di santuario viene chiamato setsumatsusha (摂末社?).

## Gli stili di santuari più comuni
Gli edifici dei santuari possono avere molte caratteristiche diverse, di solito sono chiamate con il nome di un famoso honden del santuario (ad esempio hiyoshi-zukuri, dal nome di Hiyoshi Taisha), o una caratteristica strutturale (ad esempio irimoya-zukuri, per il tetto a due falde che adotta. Il suffisso -zukuri in questo caso significa "struttura".)
Il tetto dell'Honden è sempre a capanna, e alcuni stili hanno anche un corridoio simile a una veranda chiamato hisashi (un corridoio largo 1-ken che circonda uno o più lati del nucleo di un santuario o tempio). Tra i fattori coinvolti nella classificazione, importanti sono la presenza o l'assenza di:
- hirairi o hirairi-zukuri (平入・平入造?) - uno stile di costruzione in cui l'edificio è parallelo alla cresta del tetto (lato non a sbalzo). Lo shinmei-zukuri, nagar-zukuri, hachiman-zukuri e hie-zukuri appartengono a questa tipologia.
- tsumairi o tsumairi-zukuri (妻入・妻入造?) - uno stile di costruzione in cui l'edificio è perpendicolare alla sporgenza del tetto (lato del timpano). Il taisha-zukuri, il sumiyoshi-zukuri, l'ōtori-zukuri e il kasuga-zukuri appartengono a questa tipologia.

Anche le proporzioni sono importanti. Una costruzione di uno stile ha spesso determinate proporzioni misurate in ken (la distanza tra i pilastri, una quantità variabile da un santuario all'altro o addirittura all'interno dello stesso santuario).
Gli stili più antichi sono tsumairi shinmei-zukuri, taisha-zukuri, e sumiyoshi-zukuri, di cui si crede precedano l'arrivo del Buddhismo.
I due stili più famosi sono hirairi nagare-zukuri e tsumairi kasuga-zukuri. I santuari più grandi e importanti tendono ad avere stili unici.

### Nagare-zukuri

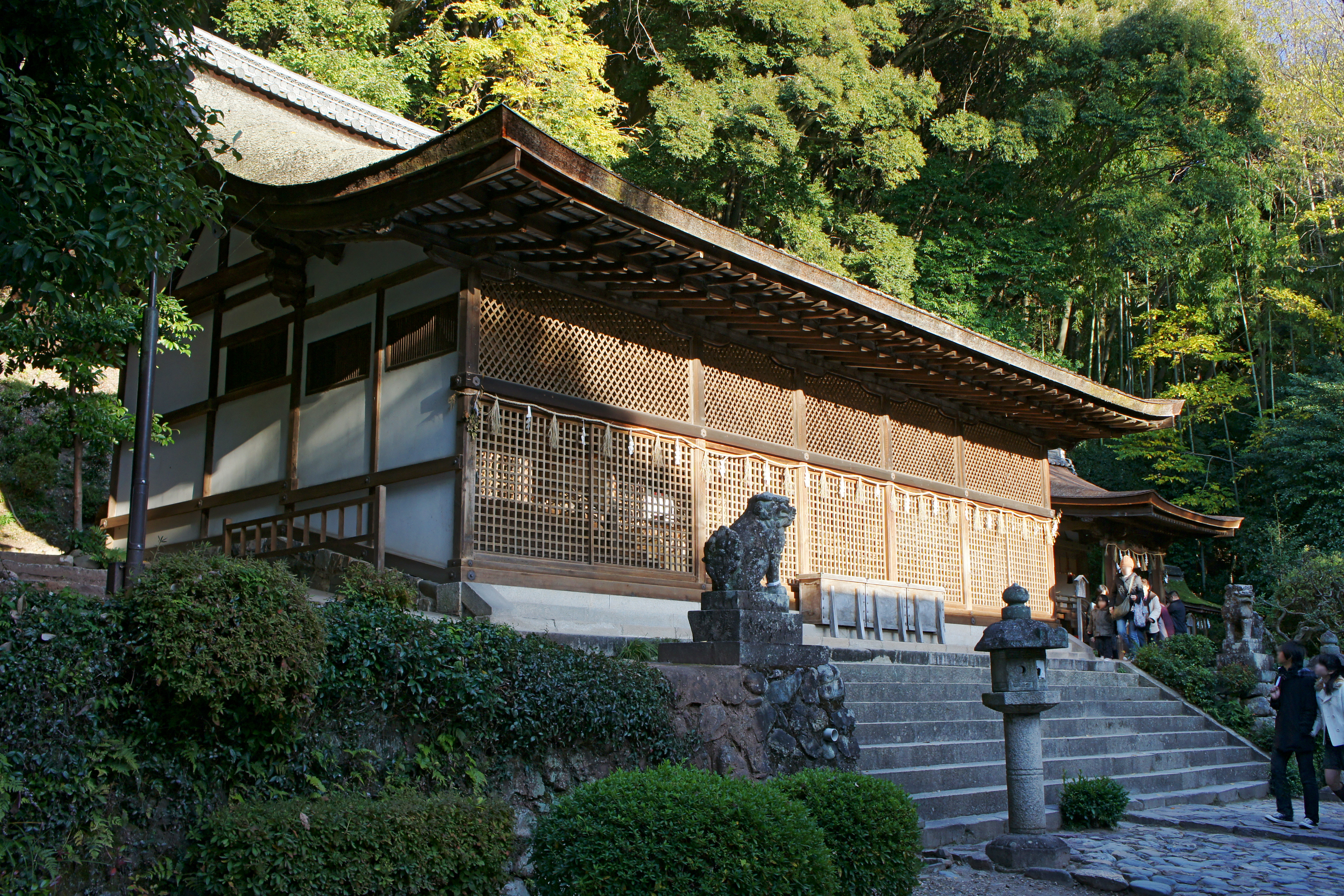
Santuario Ujigami a Uji, Prefettura di Kyoto

Il nagare-zukuri (流造?, stile fluido) o nagare hafu-zukuri (流破風造?, stile fluido a doppio spiovente) è uno stile caratterizzato da un tetto a falda asimmetrica (kirizuma-yane (切妻屋根?) in giapponese) proiettandosi verso l'esterno sul lato non a sbalzo, sopra l'ingresso principale, per formare un portico (vedi foto). Questa è la caratteristica che dà il nome allo stile, il più comune presso i santuari di tutto il paese. A volte lo stile di base è costituito da un nucleo elevato moya (母 屋?) parzialmente circondato da una veranda chiamata hisashi (coperta dallo stesso tetto) modificata dall'aggiunta di una stanza di fronte all'ingresso. L'honden varia nella lunghezza della cresta del tetto da 1 a 11 ken, ma non è mai 6 o 8 ken. I formati più comuni sono 1 e 3 ken. Il santuario più antico del Giappone, il Santuario Ujigami a Uji, ha un honden di questo tipo. Le sue dimensioni esterne sono 5x3 ken, ma internamente è composto da tre santuari (内殿?, naiden) che misurano 1 ken ognuno.

### Kasuga-zukuri
Kasuga-zukuri (春日造?) come stile prende il nome dall'honden di Kasuga Taisha. È caratterizzato dall'estrema piccolezza dell'edificio, con una dimensione di 1x1 ken. Nel caso del Kasuga Taisha, ciò si traduce in 1,9 x 2,6 m. Il tetto è a timpano con un unico ingresso all'estremità a capanna, decorato con chigi e katsuogi, coperto di corteccia di cipresso e con tetto curvo verso l'alto alla grondaia. Le strutture di sostegno sono dipinte in vermiglio, mentre le pareti delle tavole sono bianche.

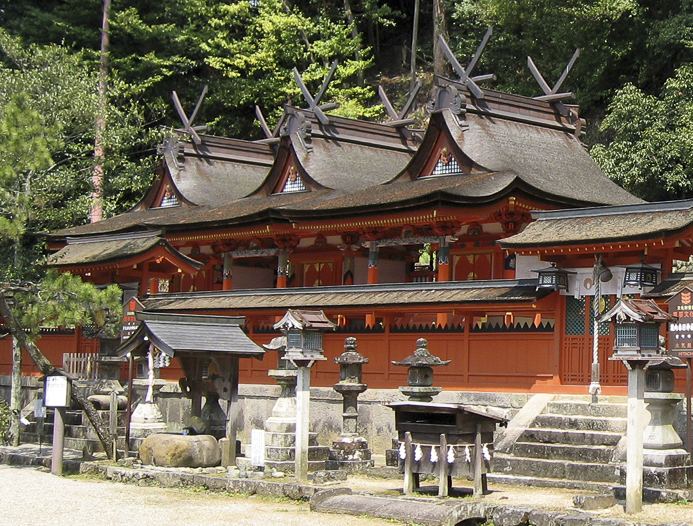
Lhonden del Santuario Uda Mikumari Kami-gū è composto da 3 edifici Kasuga-zukuri uniti

Dopo il Nagare-zukuri (vedi sotto), questo è lo stile più comune, con più esempi nella regione del Kansai intorno a Nara.

## Altri stili
Segue una lista di altri stili (in ordine alfabetico). Molti sono rari, alcuni unici. La maggior parte si occupa della struttura di un singolo edificio ma altri, ad esempio lo stile ishi-no-ma-zukuri definiscono invece la relazione tra le strutture dei membri. In tal caso, lo stesso edificio può rientrare in due classificazioni separate. Ad esempio, honden e haiden nel Santuario Ōsaki Hachiman (大崎八幡宮?, Ōsaki Hachiman-gū) sono edifici irimoya-zukuri a un solo piano. Poiché sono collegati da un passaggio chiamato ishi-no-ma e sono coperti da un unico tetto, il complesso è così classificato come appartenente allo stile ishi-no-ma-zukuri (chiamato anche gongen-zukuri).

### Gongen-zukuri
Il nome deriva da Nikkō Tōshō-gū a Nikkō perché custodisce le Tōshō Daigongen (le spoglie di Tokugawa Ieyasu). Per ulteriori dettagli vedi ishinoma-zukuri (石の間造?).

### Hachiman-zukuri
Hachiman-zukuri (八幡造?) è uno stile usato nei santuari di Hachiman in cui due strutture parallele con tetti a due spioventi sono interconnesse sul lato non a timpano, formando un edificio che, se visto di lato, danno l'impressione d'essere due. La parte frontale della struttura è chiamata gaiden (外殿?, santuario esterno), quella posteriore naiden (内殿?, santuario interno), e insieme formano l'honden. Ci sono entrate al centro della zona senza timpano. In generale, la struttura posteriore è 3x2 ken, mentre quella anteriore è 3x1.

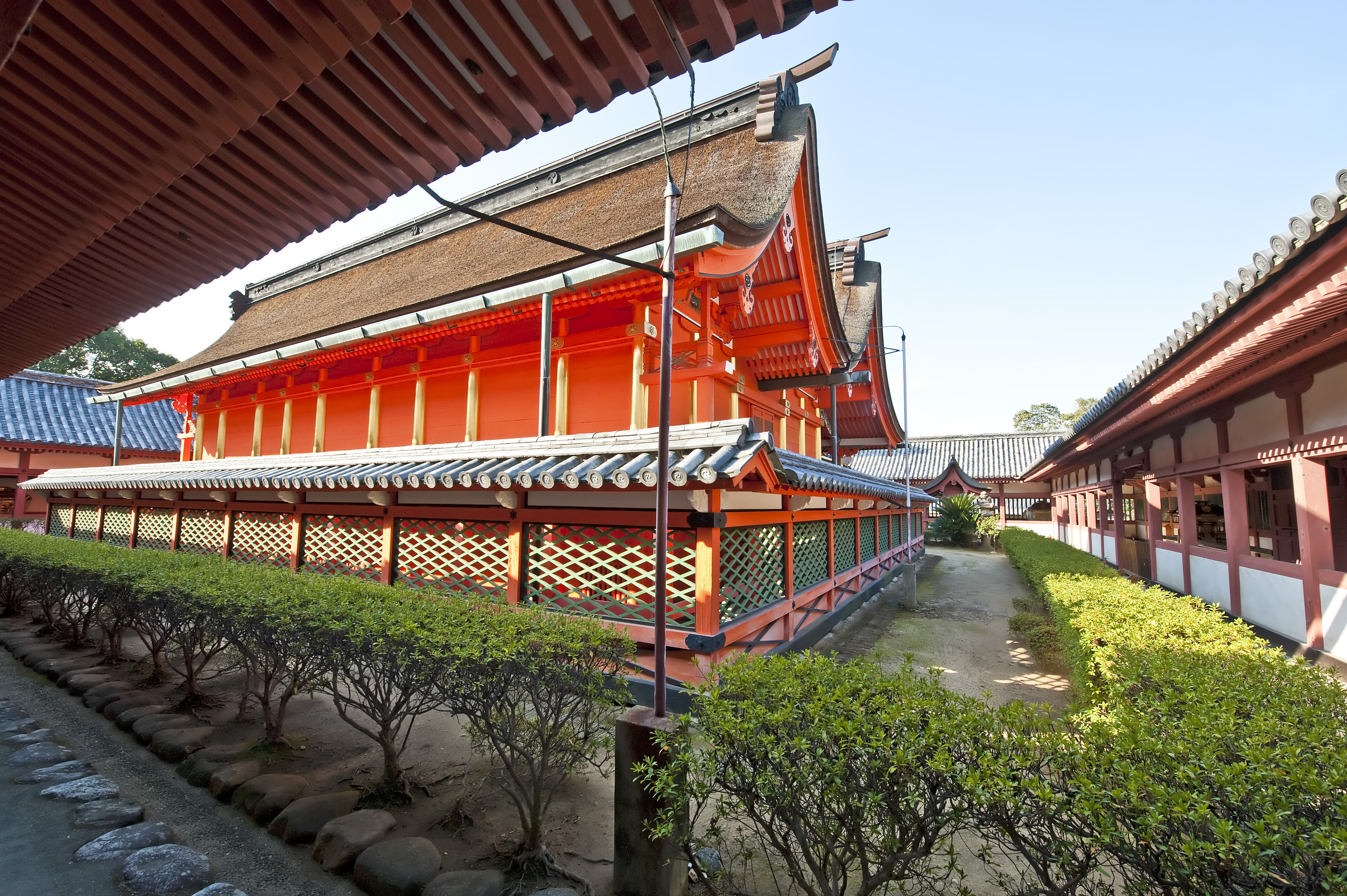
L'honden del Santuario Isaniwa (伊佐爾波神社) a Matsuyama, Ehime, è un raro esempio dello stile hachiman-zukuri. Lhonden (a sinistra) è circondato da un corridoio simile a un chiostro chiamato kairō (a destra).

Lo spazio tra le due strutture è largo un ken e forma una stanza chiamata ai-no-ma (相の間?). La larghezza e l'altezza effettive di questa stanza variano a seconda del santuario.
Esempi esistenti sono il Santuario Usa e il santuario di Iwashimizu Hachiman-gū. Questo stile, di cui solo cinque esemplari del periodo Edo sopravvivono, può essere di origine buddista, poiché alcuni edifici buddisti mostrano la stessa divisione. Per esempio il hokke-dō del Tōdai-ji' è diviso in due sezioni disposte avanti e indietro. I dettagli strutturali mostrano anche una forte relazione con lo stile dell'epoca Heian chiamato shinden-zukuri usato nelle residenze aristocratiche. Un'altra possibile origine di questo stile potrebbe essere stata quella dei primi palazzi, noti per avere delle creste parallele sul tetto.

### Hiyoshi-zukuri
Hiyoshi-zukuri / hie-zukuri (日吉造?), chiamato anche shōtei-zukuri / shōtai-zukuri (聖帝造?) o sannō-zukuri (山王造?) è uno stile raro che si trova solo in tre casi, tutti presso lo Hiyoshi Taisha a Ōtsu. Essi sono l'Honden Hon-gū (本殿本宮?) est e ovest l'Honden Sessha Usa Jingū (摂社宇佐神宮本殿?).

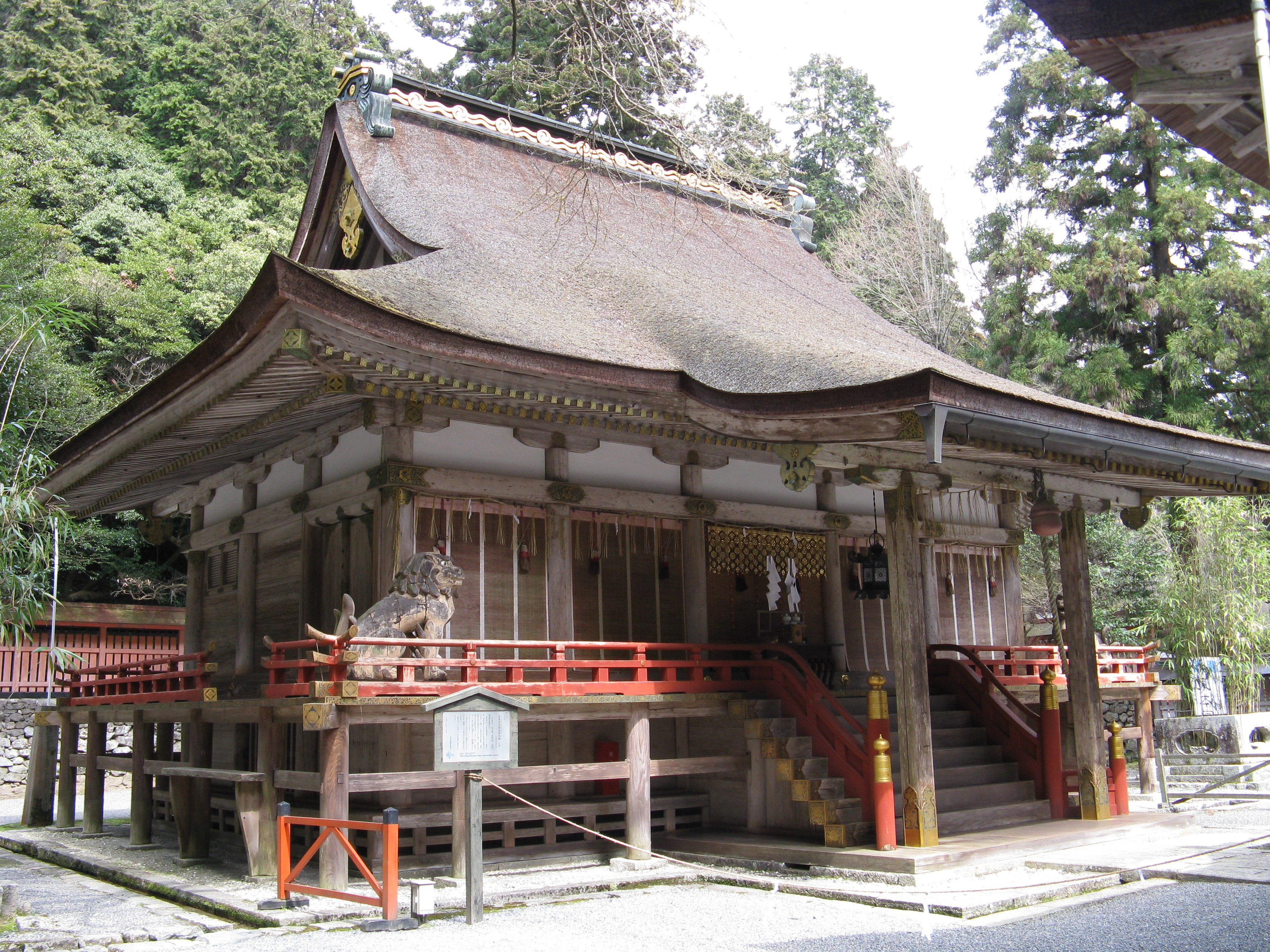
Nishi Hon-gū di Hiyoshi Taisha

L'edificio è composto da un nucleo di 3x2 ken chiamato moya circondato su tre lati da un hisashi largo 1 ken, per un totale di 5x3 ken (vedi foto). L'hisashi a tre lati è unico e tipico di questo stile. Il tetto a due spioventi si estende in piccoli portici sul fronte e sui due lati a timpano. Il tetto sul retro ha una forma particolare e caratteristica (vedi foto nella galleria).

### Irimoya-zukuri
Irimoya-zukuri (入母屋造?, lett. stile del tetto a due falde) è uno stile di honden con un fianco e un timpano, cioè, un tetto a due spioventi con uno o due fianchi, ed è usato ad esempio nell'honden del Kitano Tenman-gū. Lo stile è di origine cinese ed è arrivato in Giappone insieme al buddismo nel VI secolo. Venne originariamente usato nelle sale Kon-dō e Kō-dō dei templi buddisti, ma iniziò ad essere usato anche nei santuari posteriori, durante il Medioevo giapponese.

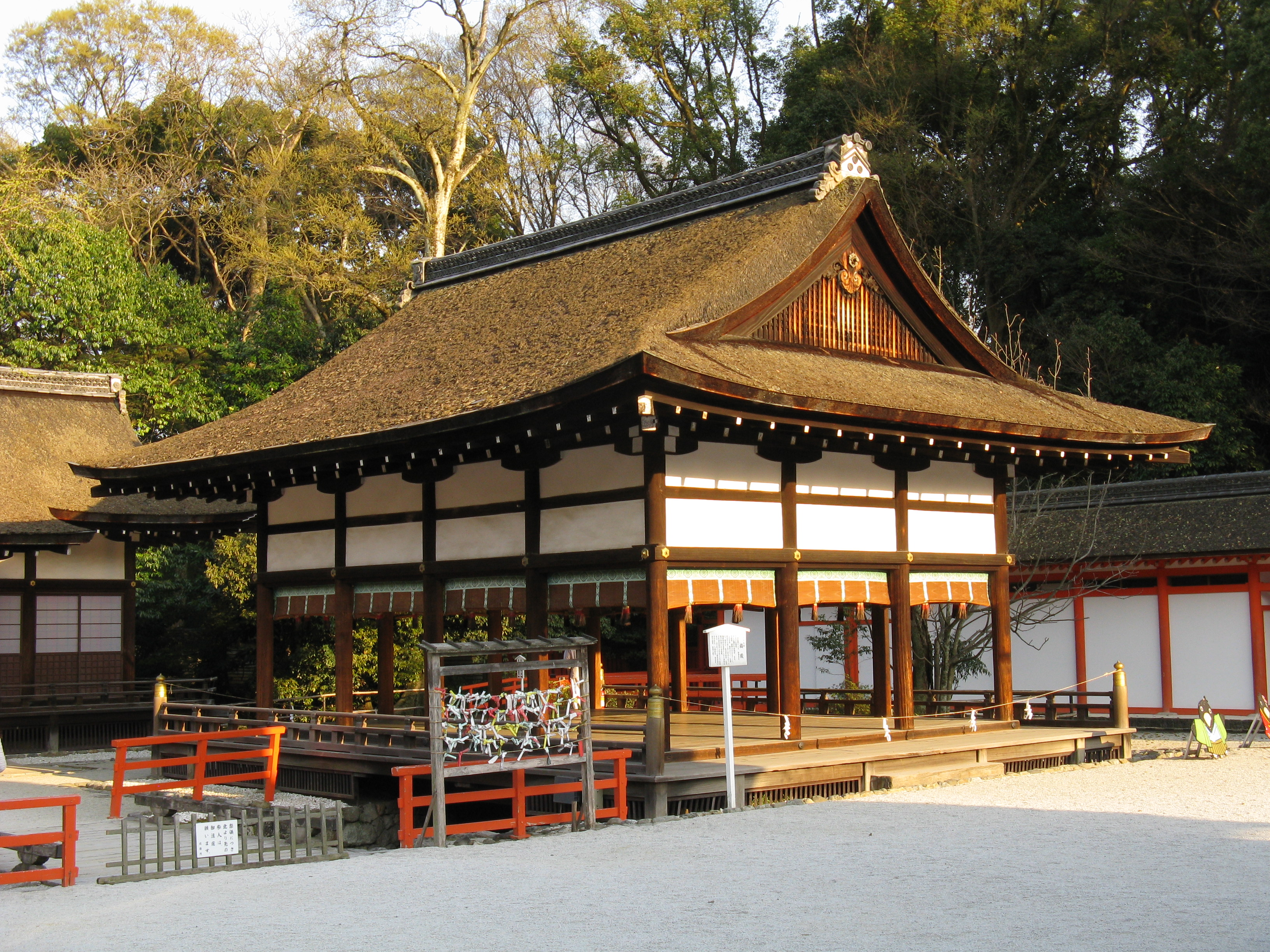
Un tetto a padiglione del santuario di Shimogamo

Il nome deriva dal tetto a due falde (入母屋屋根?, irimoya yane). In Giappone il timpano è proprio sopra il bordo della moya del santuario, mentre il fianco copre l'hisashi. Nell'architettura non sacrale viene spesso chiamata solo moya-zukuri. Gli esempi esistenti sono il Santuario Mikami nella prefettura di Shiga e il Santuario Yasaka a Kyoto.

### Ishi-no-ma-zukuri
Ishi-no-ma-zukuri (石の間造?), chiamato anche  (権現造?, gongen-zukuri), yatsumune-zukuri (八棟造?) e miyadera-zukuri (宮寺造?) è il nome di una struttura complessa del santuario in cui l'haiden, o sala di culto, e l'honden, o santuario principale, sono interconnessi sotto lo stesso tetto a forma di H.

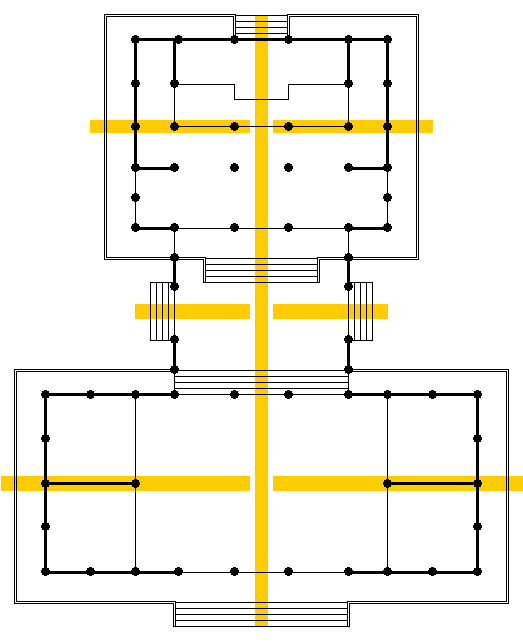
Un santuario gongen-zukuri. Dall'alto: l'honden, lo ishi-no-ma, lhaiden. In giallo le creste dei vari tetti.

Il passaggio di connessione può essere chiamato ai-no-ma (相の間?), ishi-no-ma (石の間?), o chūden (中殿?, sala intermedia). Il pavimento di ciascuna delle tre sale può essere ad un livello diverso. Se l'ai-no-ma è lastricato di pietre, si chiama ishi-no-ma, da cui il nome dello stile. Può tuttavia essere pavimentato con tavole o tatami. La sua larghezza è spesso uguale a quella dell'Honden, con l'haiden da uno a tre ken più largo.
Uno dei più antichi esempi è il santuario Kitano Tenman-gū a Kyoto. Il nome gongen-zukuri deriva da Nikkō Tōshō-gū a Nikkō perché custodisce le Tōshō Daigongen (le spoglie di Tokugawa Ieyasu) e adotta questa struttura.

### Kibitsu-zukuri

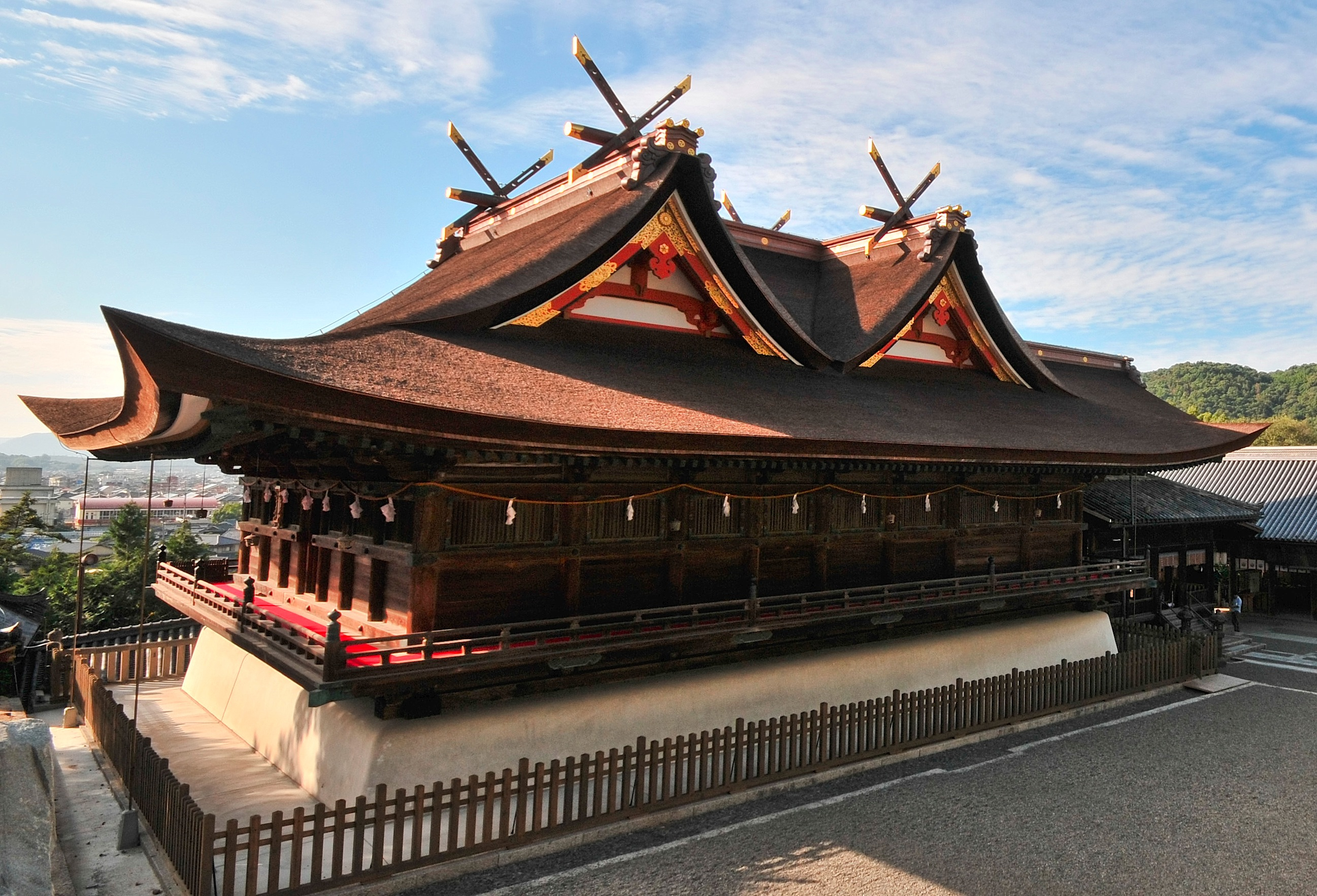
Complesso honden-haiden del Santuario di Kibitsu. L'entrata principale (nascosta) è sulla destra.

Kibitsu-zukuri (吉備津造?), kibi-zukuri (吉備造?) o hiyoku irimoya-zukuri (?, 入母屋造) è uno stile caratterizzato da quattro timpani, due laterali per lato, sul tetto di un honden molto grande (santuario). I timpani sono disposti ad angolo retto rispetto alla cresta del tetto principale, e l'honden fa parte di un unico complesso che include anche un haiden (sala di culto). Il santuario Kibitsu a Okayama, nella prefettura di Okayama, in Giappone, è l'unico esempio di questo stile.

### Caratteristiche di un santuario primitivo senzahonden
Questo stile è raro, ma storicamente importante. È anche unico per il fatto che manca l'honden, il centro del santuario, che in questo caso manca. Si crede che i santuari di questo tipo ricordino ciò che erano i santuari in epoca preistorica. I primi non avevano honden perché lo shintai, o oggetto di culto, era la montagna su cui si ergevano. Un esempio ancora esistente è il santuario Ōmiwa di Nara, che non ha ancora un honden. Un altro esempio di spicco di questo stile è il santuario Futarasan vicino a Nikkō, il cui shintai è il monte Nantai. Per i dettagli, vedi Nascita ed evoluzione dei santuari shintoisti sopra.

### Ryōnagare-zukuri
Ryōnagare-zukuri (両流造?, stile a doppio scorrente) è un'evoluzione del nagare-zukuri in cui il tetto scorre verso il basso per formare un portico su entrambi i lati non a timpano. Degli esempi sono l'honden al Santuario di Itsukushima e il Matsuo Taisha.

### Shinmei-zukuri

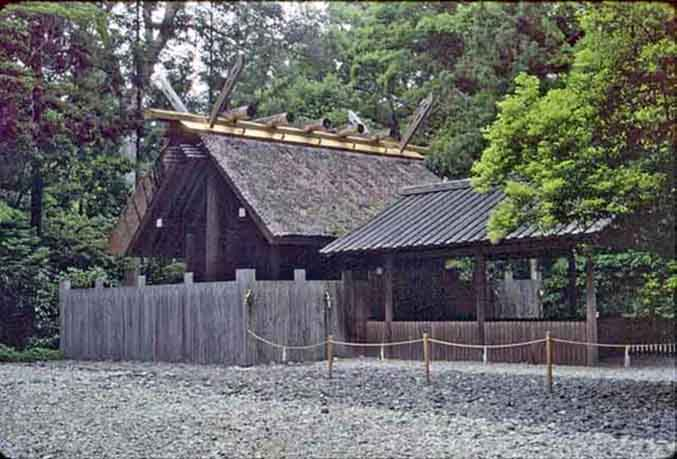
Un santuario a Ise

Shinmei-zukuri (神明造?) è uno stile antico tipico del Santuario di Ise, il più sacro dei templi shintoisti. Questo stile è piuttosto comune nella prefettura di Mie. Caratterizzato da un'estrema semplicità, le sue caratteristiche di base possono essere viste nell'architettura giapponese dal periodo Kofun (250-538) in poi ed è considerato la punta dell'architettura tradizionale giapponese. Costruito in legno piallato non rifinito, l'honden è di dimensioni 3x2 ken o 1x1 ken, ha un pavimento rialzato, un tetto a due spioventi con un'entrata su uno dei lati non a timpano, nessuna curva verso l'alto sui cornicioni e i tronchi decorativi chiamati chigi e katsuogi sporgenti dalla cresta del tetto. Il più antico esempio esistente è il santuario Nishina Shinmei, che dà il nome allo stile.

### Sumiyoshi-zukuri
Sumiyoshi-zukuri (住吉造?) prende il nome dall'honden del Sumiyoshi Taisha a Ōsaka. L'edificio è largo 4 ken e profondo 2 ken, e ha un ingresso sotto il frontone. Il suo interno è diviso in due sezioni, una nella parte anteriore (gejin (外陣?)) e un'altra nella parte posteriore (naijin (内陣?)) con un ingresso singolo nella parte anteriore. La costruzione è semplice, ma i pilastri sono dipinti in vermiglio e le pareti in bianco.

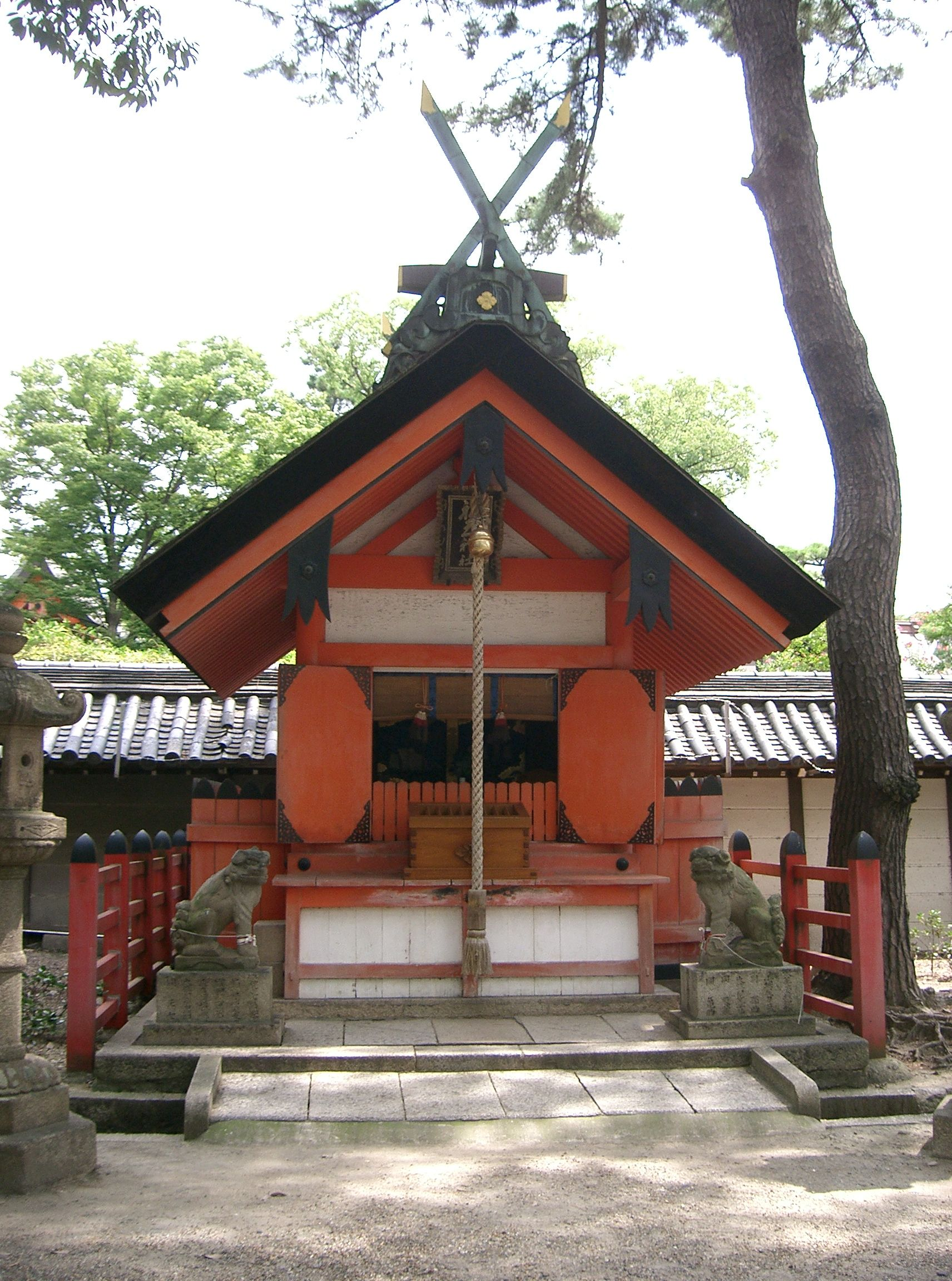
Il Sumiyoshi Taisha del Funatama Jinja

Lo stile dovrebbe avere la sua origine nella vecchia architettura del palaziale. Un altro esempio di questo stile è lo Sumiyoshi Jinja, parte del complesso Sumiyoshi Sanjin nella prefettura di Fukuoka. In entrambi i casi, come in molti altri, non c'è una veranda.

### Taisha-zukuri
Taisha-zukuri o Ōyashiro-zukuri (大社造?) è lo stile più antico di santuario, da cui prende il nome Izumo Taisha e, come per il santuario di Ise, possiede un chigi e un katsuogi, oltre a caratteristiche arcaiche come i pilastri frontali e un unico pilastro centrale (shin no mihashira). Poiché il suo pavimento è rialzato su palafitte, si ritiene che abbia origine nei granai a pavimento rialzato simili a quelli trovati a Toro, nella prefettura di Shizuoka.

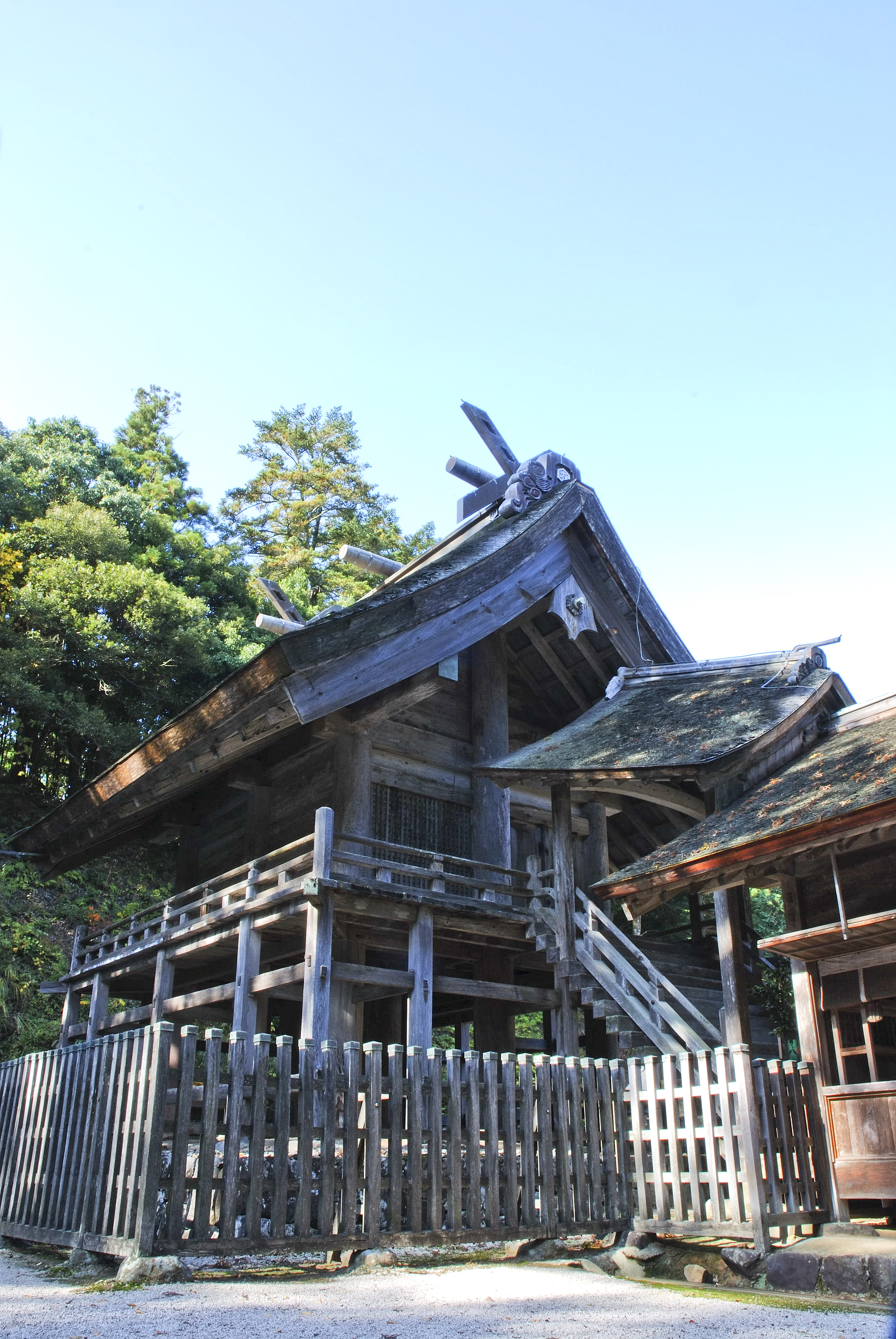
Honden del Kamosu Jinja

L'honden normalmente ha una dimensione di 2 ken (12.46x12.46 m nel caso di Izumo Taisha), con un'entrata sul lato del timpano. Le scale per l'honden sono coperte da un tetto di corteccia di cipresso. Il più antico esempio esistente dello stile è il tempio di Kamosu Jinja nella prefettura di Shimane, costruito nel XVI secolo.

### Owari-zukuri
Owari-zukuri (尾張造?) è uno stile complesso che si trova nei grandi santuari di quella che fu chiamata la provincia di Owari, vicino Nagoya. Presenta molte strutture all'interno dello stesso complesso, tra cui un honden, un haiden, un tsuriwata-rō (un passaggio sospeso), uno yotsuashimon (un cancello costruito con quattro pilastri) e altri edifici. Tra gli esempi di questo stile ci sono il santuario di Owari Ōkunitama e il santuario di Tsushima.

### Misedana-zukuri

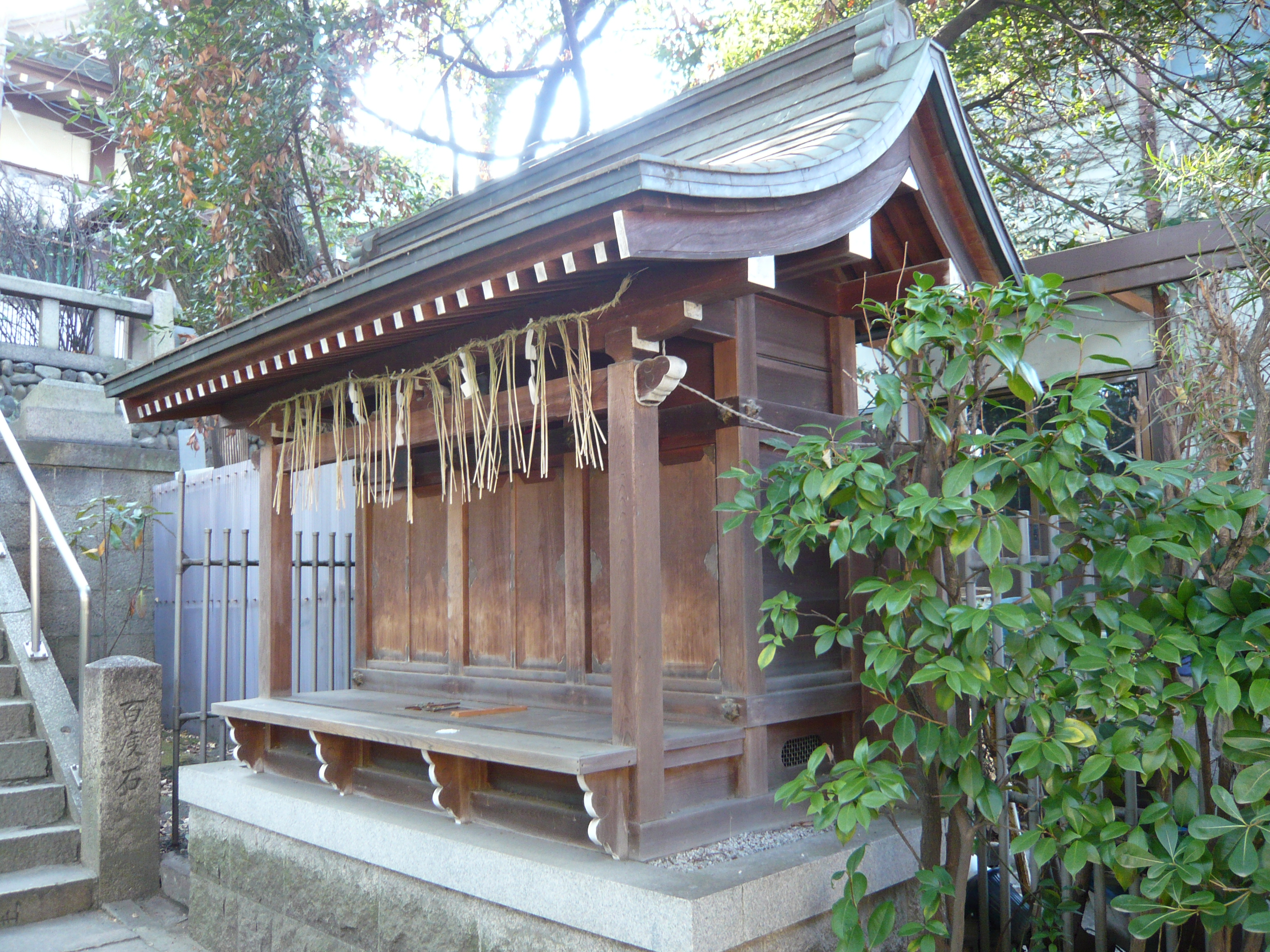
Un massha presso il santuario Sankō a Ōsaka

Misedana-zukuri (見世棚造 o 店棚造?, stile da esposizione) deve il suo nome al fatto che, a differenza degli altri stili del santuario, non presenta una scala all'ingresso e la veranda è completamente piatta.  È normalmente utilizzato solo nel sessha e massha, minuscoli santuari da 1 ken a volte trovati all'interno di quelli più grandi. Possono tuttavia essere piccoli come alveari o relativamente grandi e avere 1x2, 1x3 o addirittura, in un caso, 1x7 ken. A parte la mancanza di una scala, tali santuari appartengono agli stili nagare-zukuri o kasuga-zukuri e hanno il loro ingresso sul lato non a timpano (hirairi) o sul lato a capanna (tsumairi).

### Ōtori-zukuri
L’Ōtori-zukuri (大鳥造?) è uno stile tsumairi che prende il nome da Ōtori taisha a Ōsaka. Il suo pavimento è rialzato e misura 2x2 ken, senza veranda o parapetto. Questo stile sembra avere le stesse origini degli antichi stili sumiyoshi e taisha-zukuri, a cui assomiglia, e l'assenza di una veranda potrebbe essere dovuta all'uso in origine di un pavimento di terra, ancora in uso in alcuni santuari. L'interno è diviso in due, naijin (camera interna) e gejin (camera esterna). Il tetto è ricoperto da strati di scandole di corteccia di cipresso e presenta un'alta cresta con una funzione ornamentale. Esso non curva verso l'alto dalla grondaia. Sono inoltre presenti dei Chigi e tre katsuogi.

## Galleria d’immagini

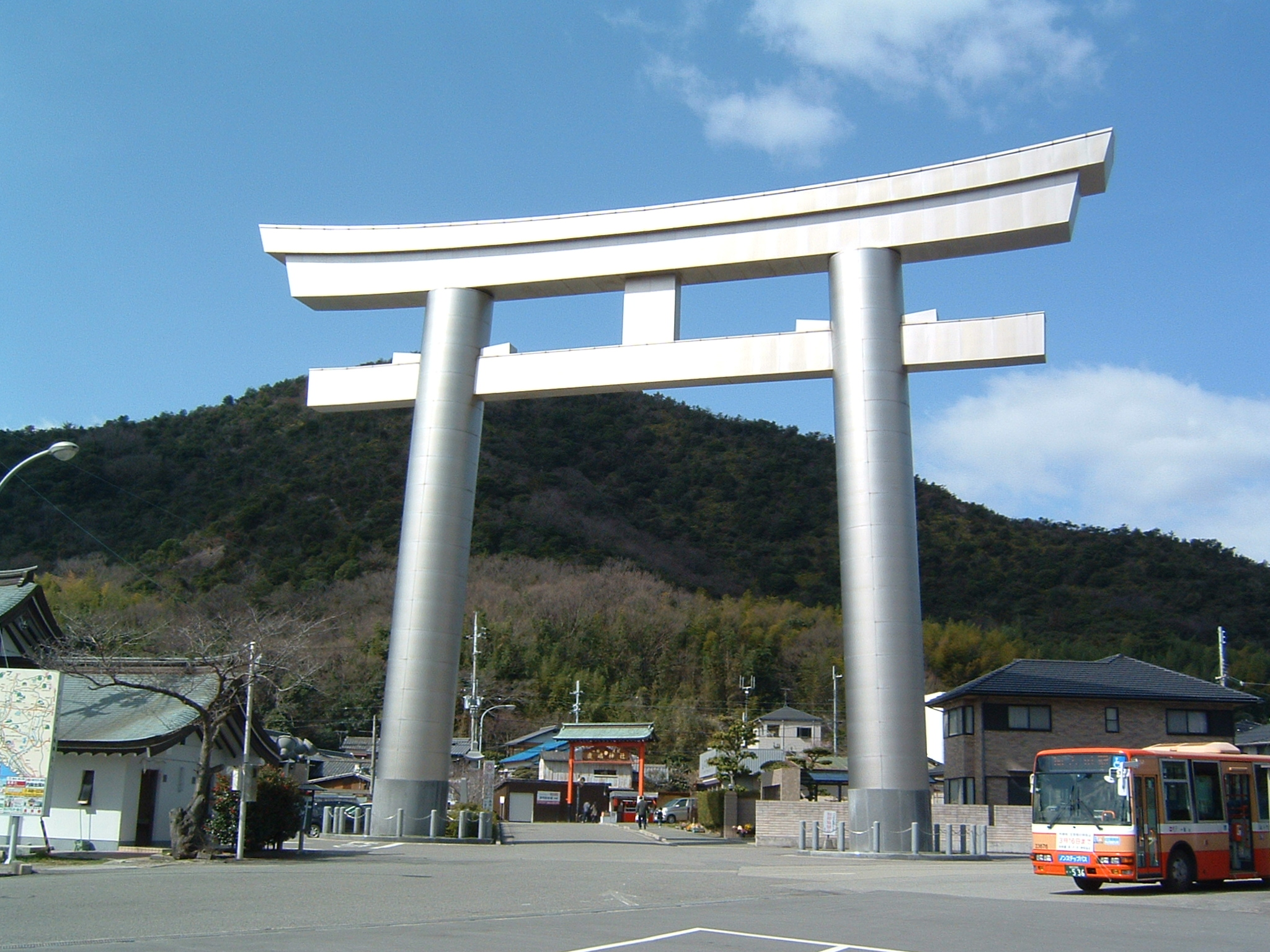
Un torii in metallo
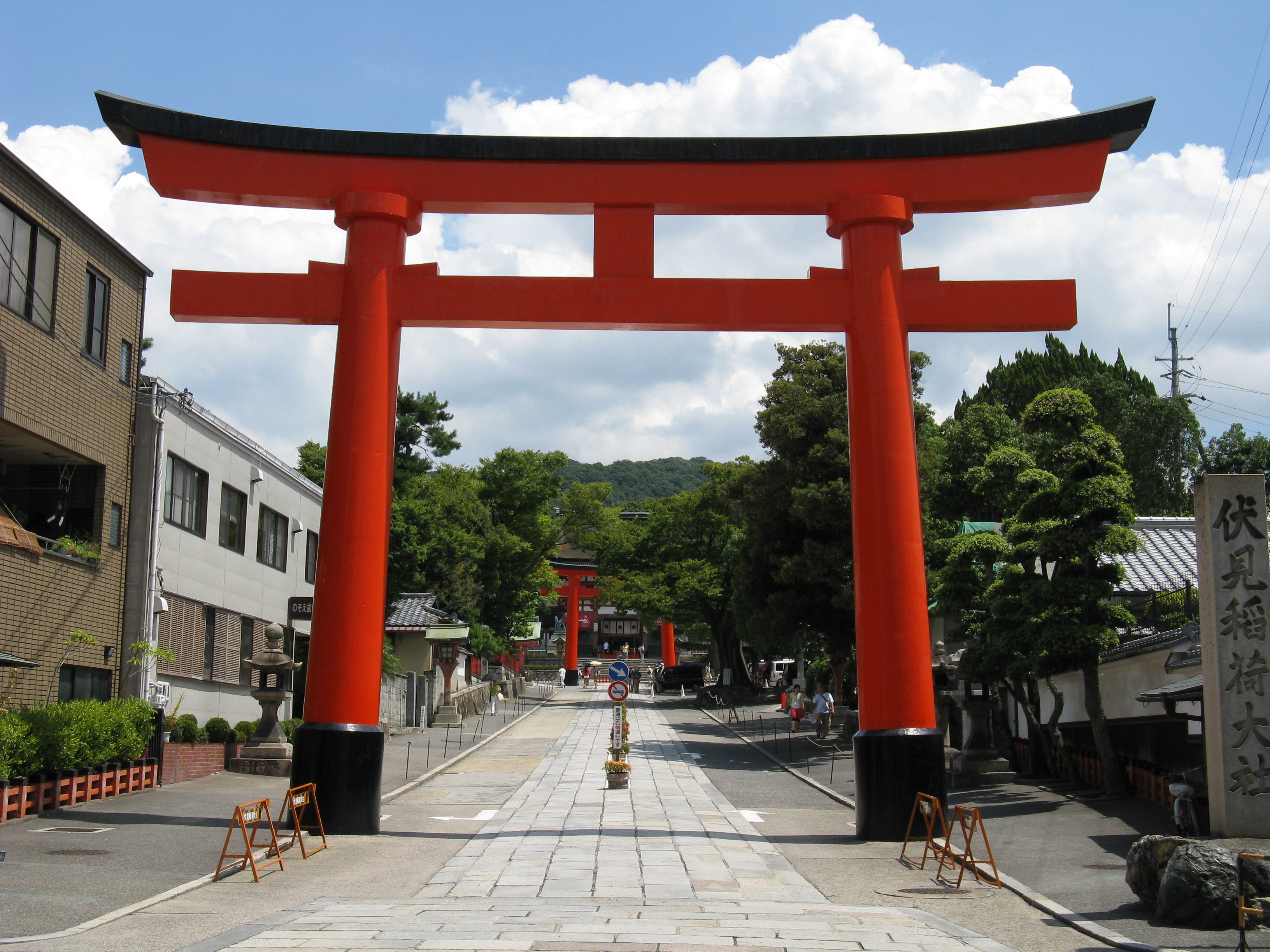
Un sandō
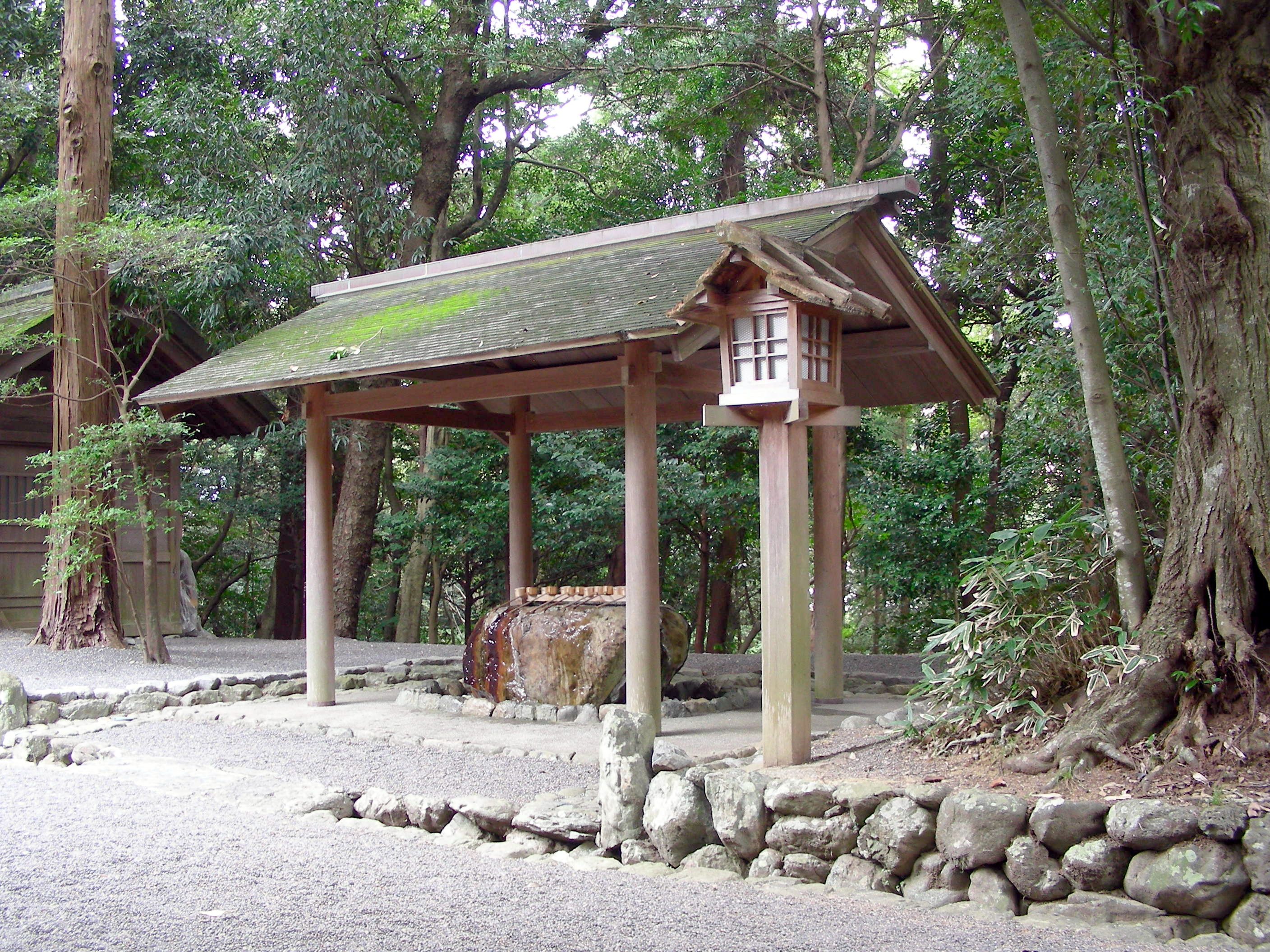
Un temizuya
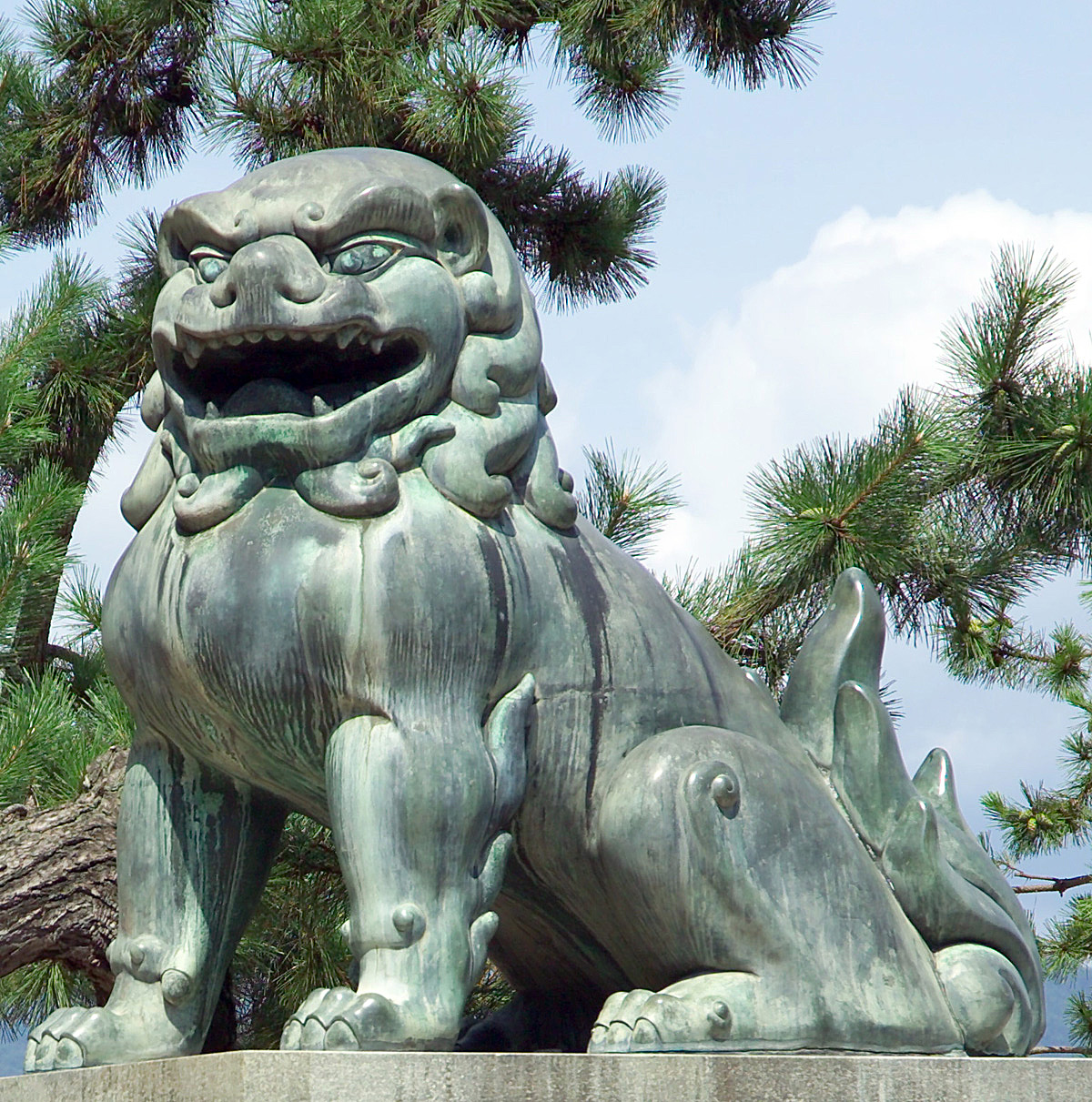
Un komainu
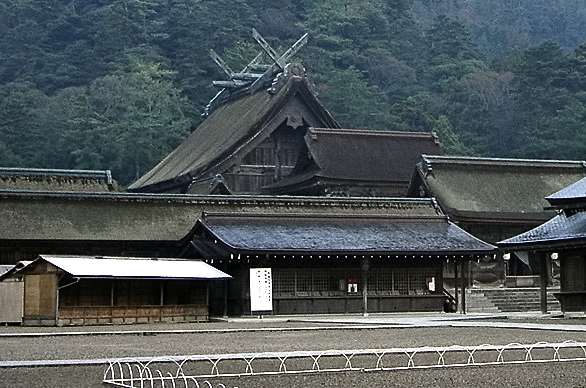
L'honden dell’Izumo Taisha
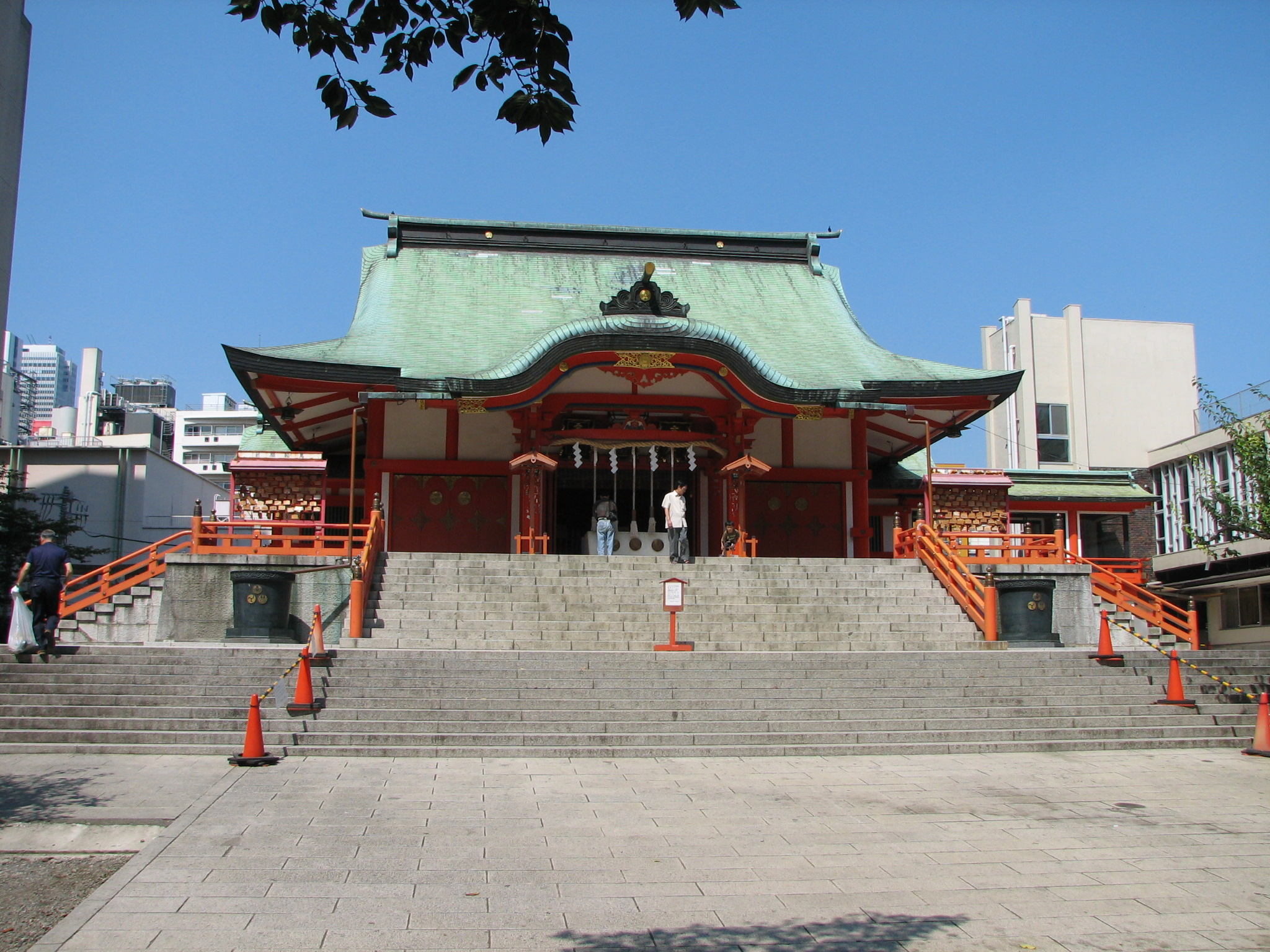
L'haiden dell’Hanazono Jinja
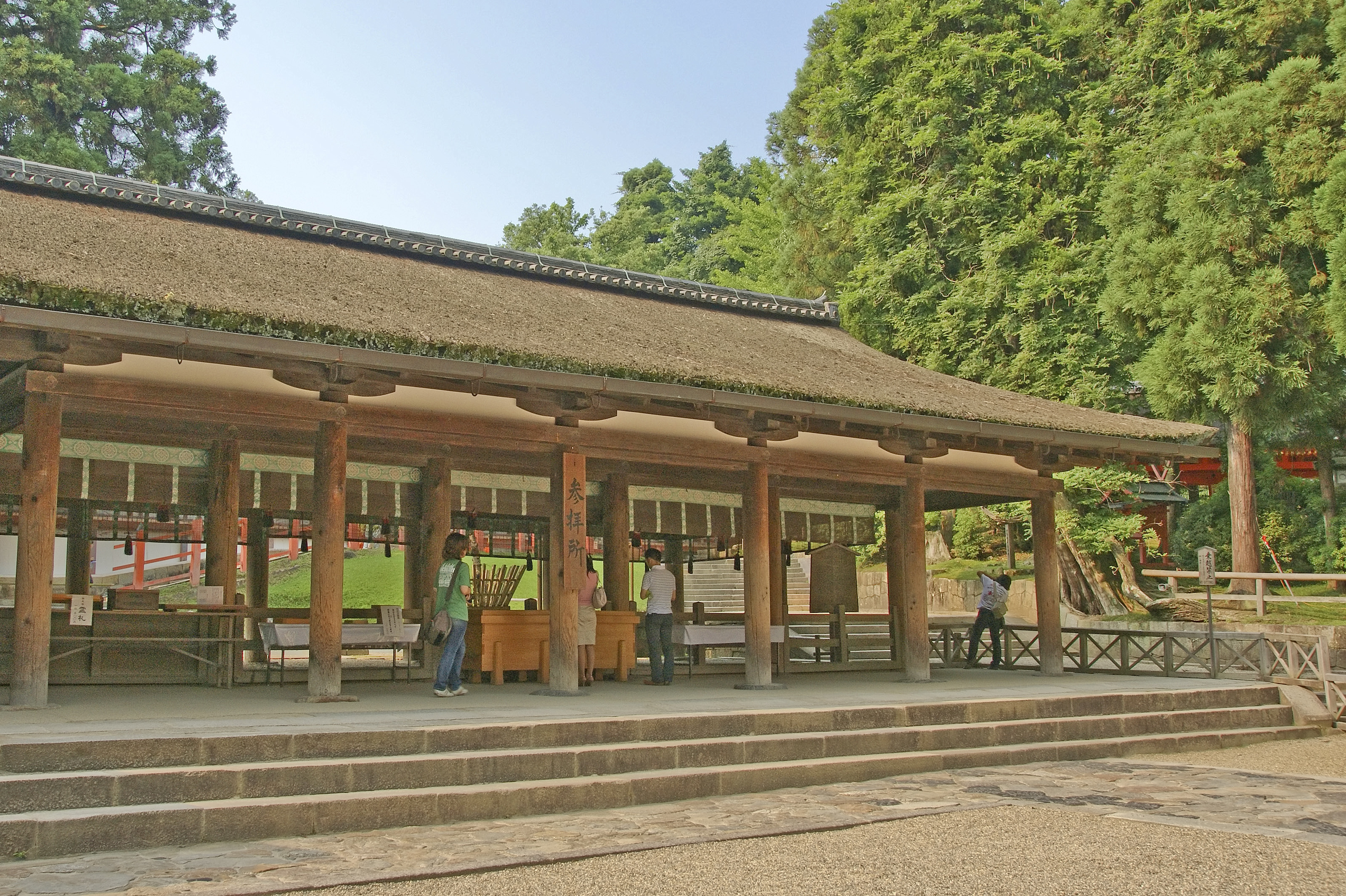
L'heiden del Kasuga Taisha
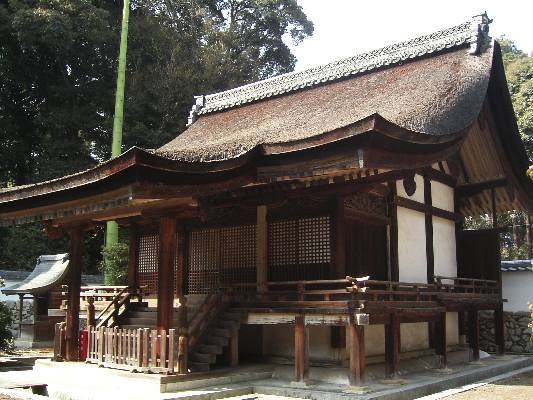
Stile Hirairi: ingresso sul lato non a timpano
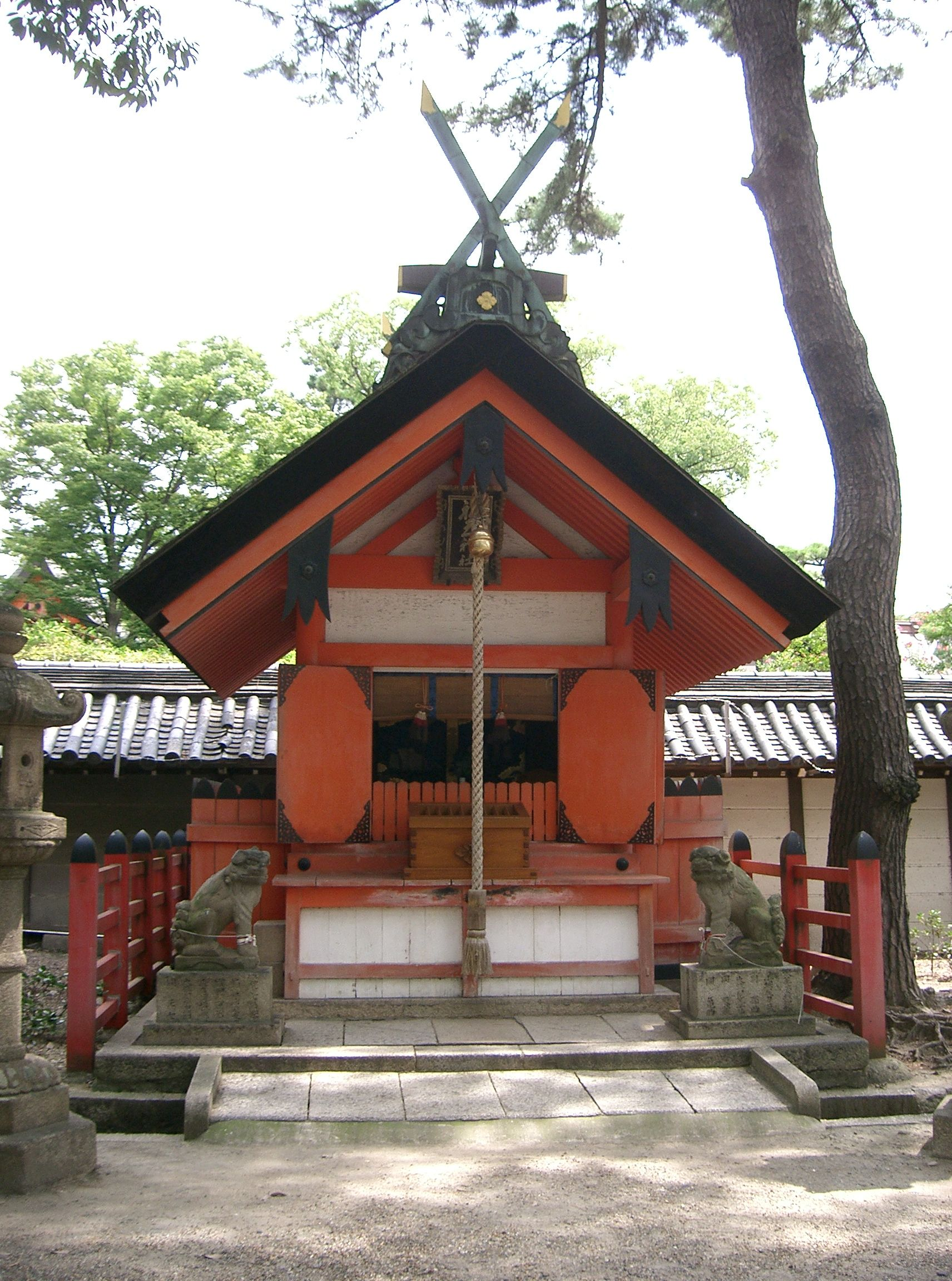
Stile Tsumairi: ingresso sul lato a timpano
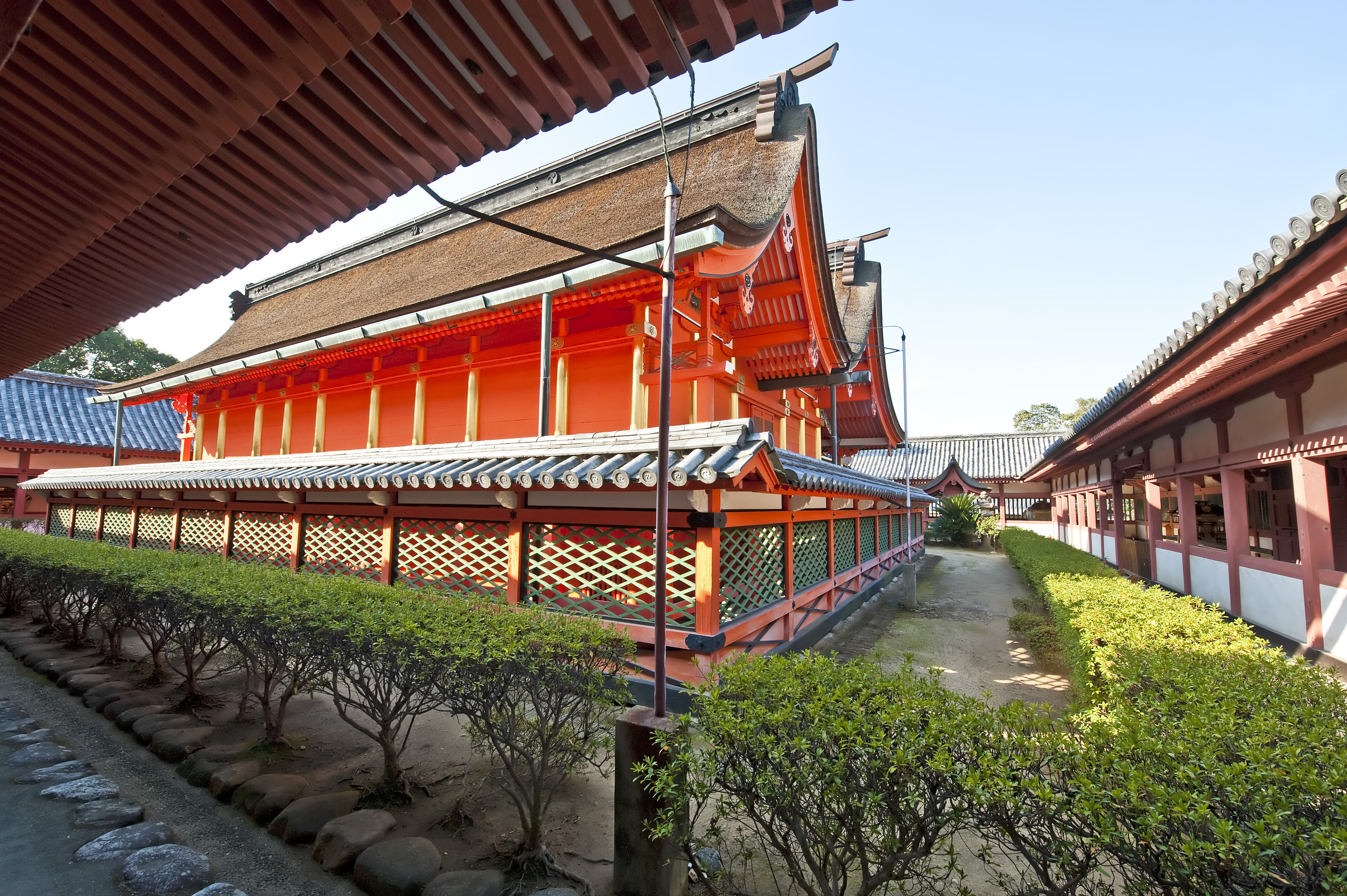
Un honden dell'hachiman-zukuri
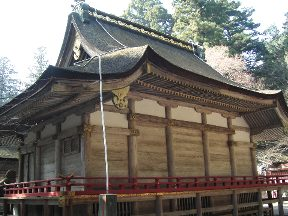
La tipica forma della parte posteriore di un tetto Hiyoshi-zukuri
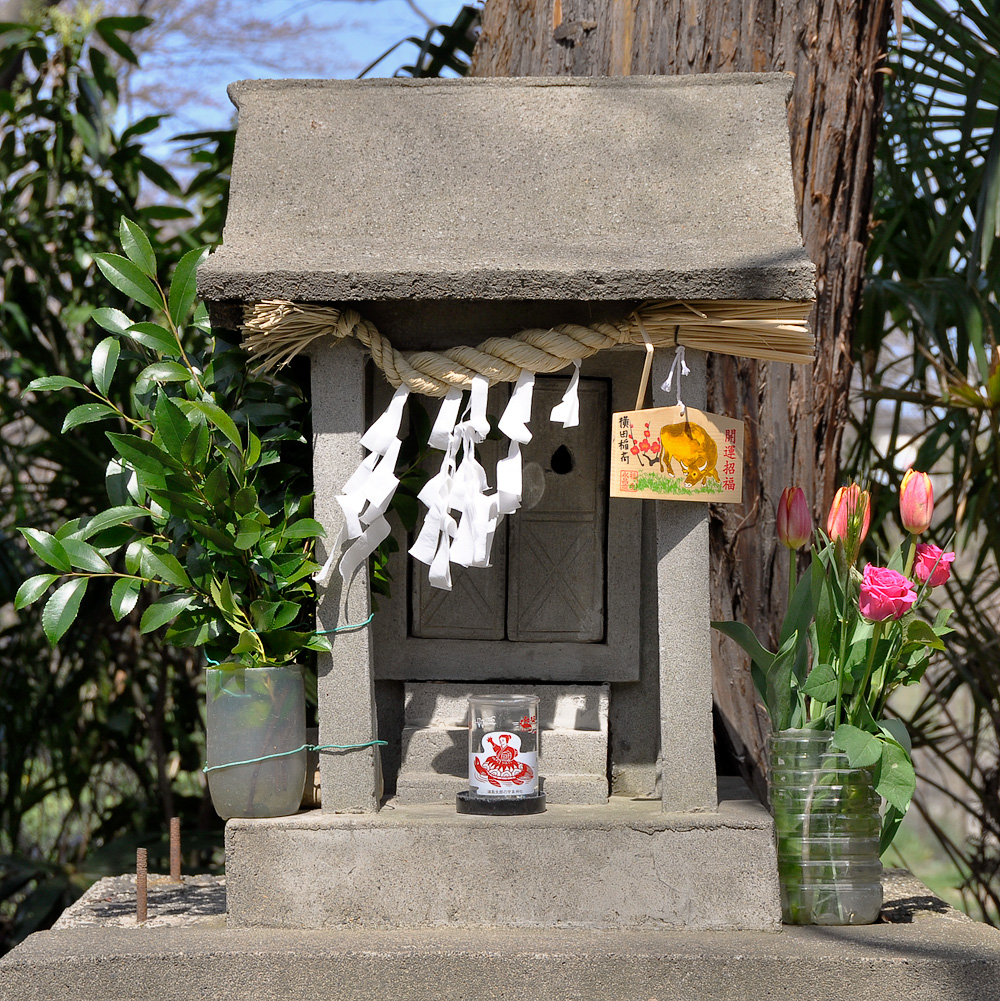
Un hokora
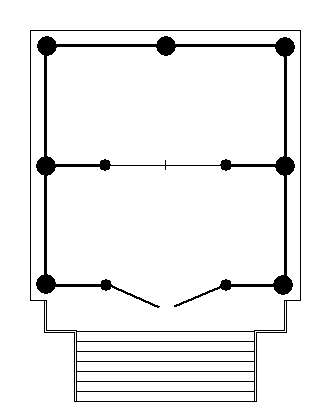
Ōtori-zukuri
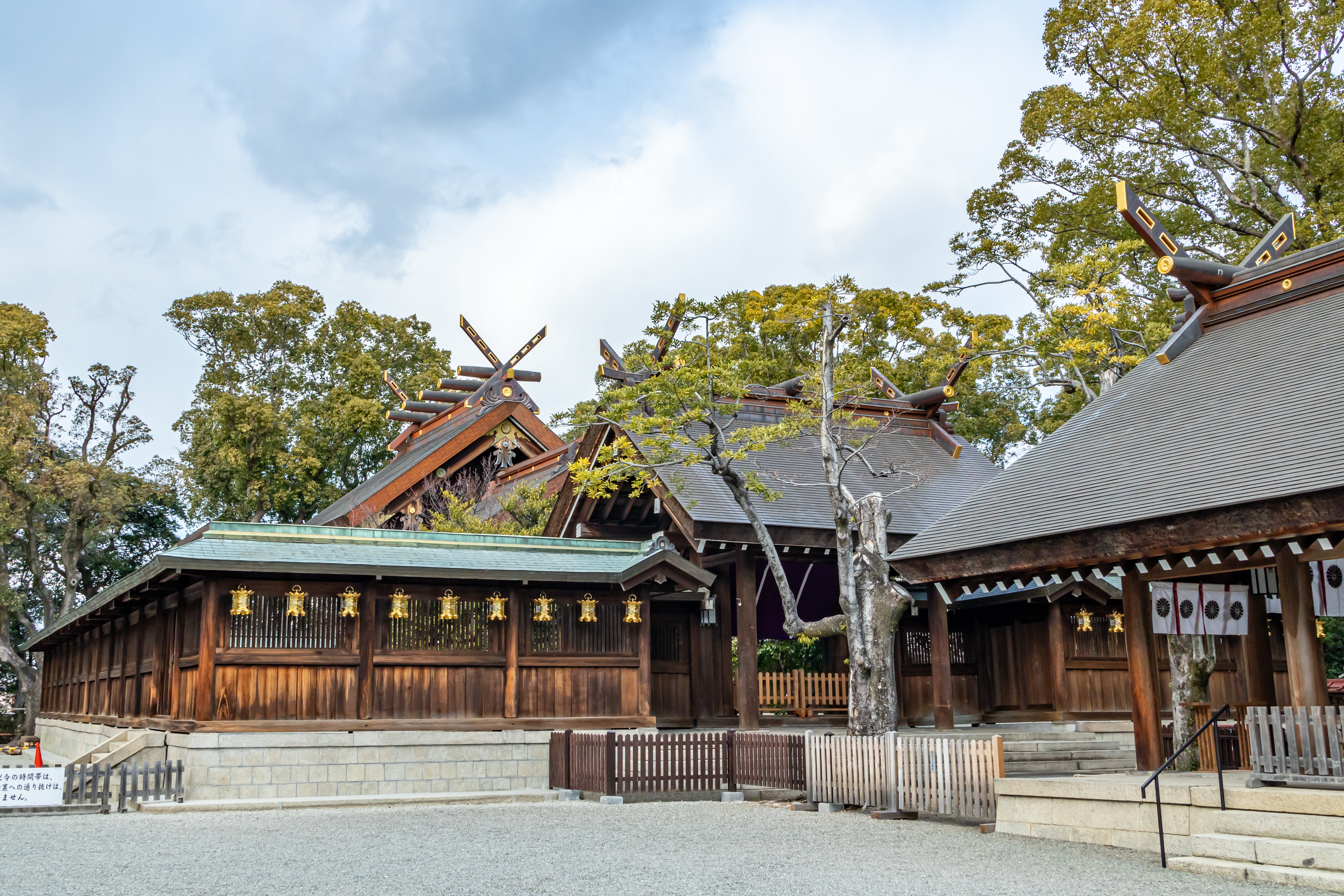
Honden dell’Ōtori Taisha
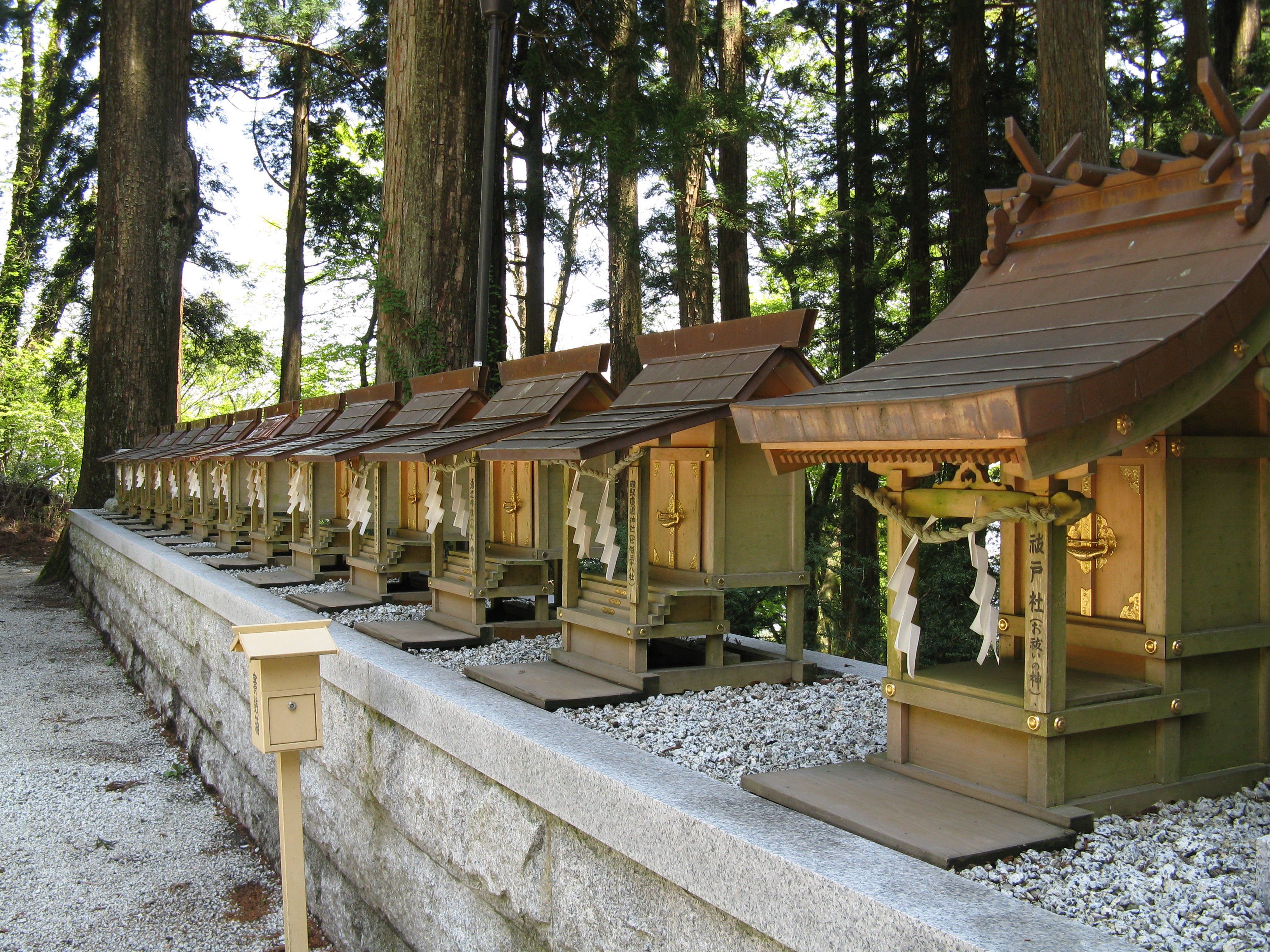
Alcuni setsumatsusha
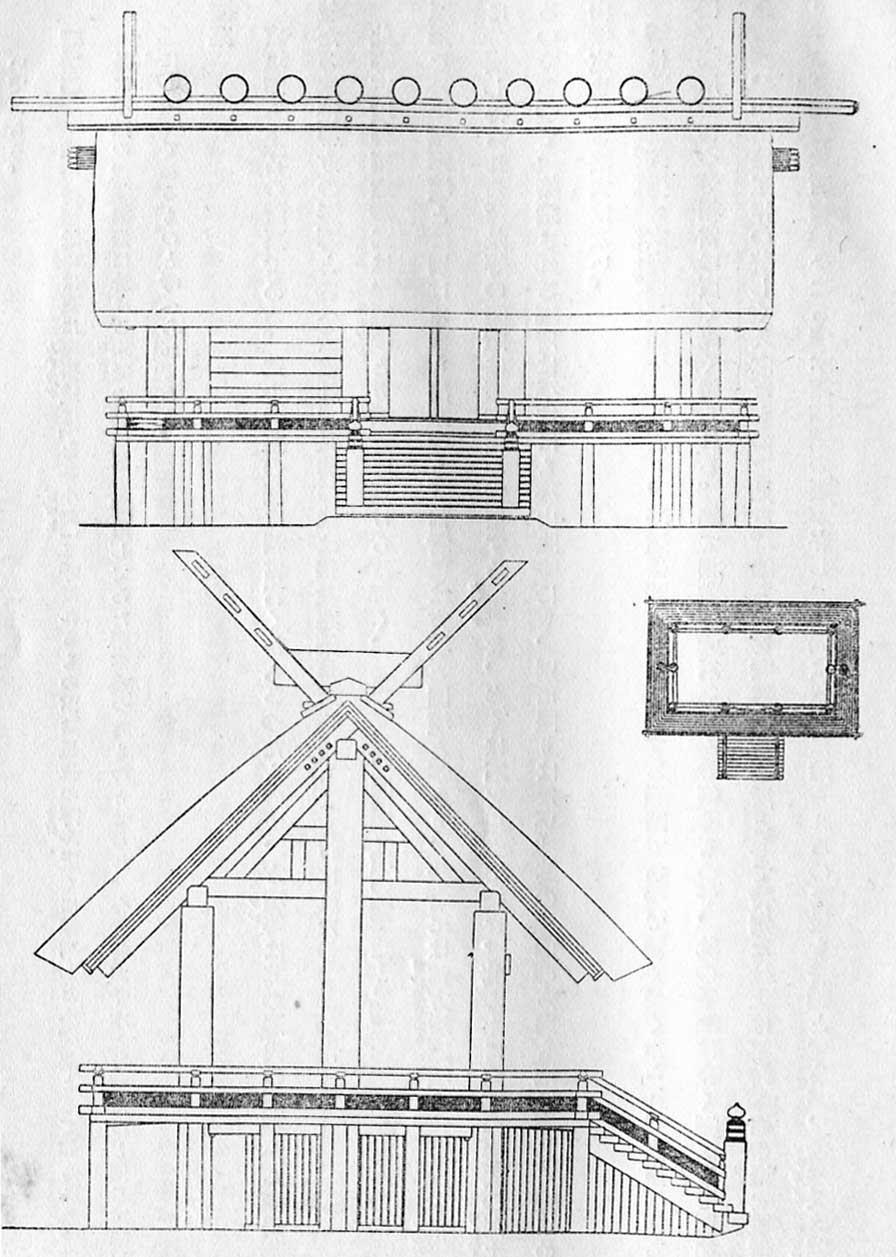
Shinmei-zukuri
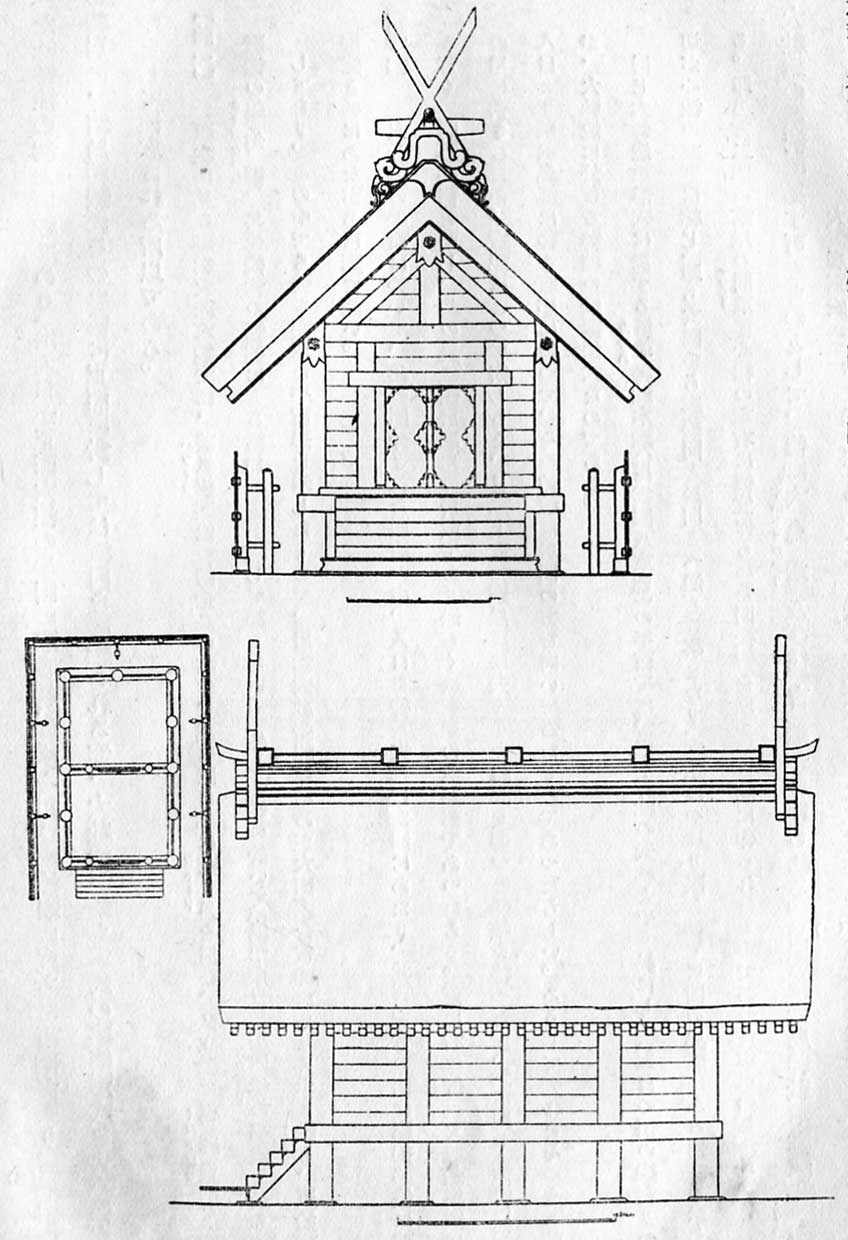
Sumiyoshi-zukuri
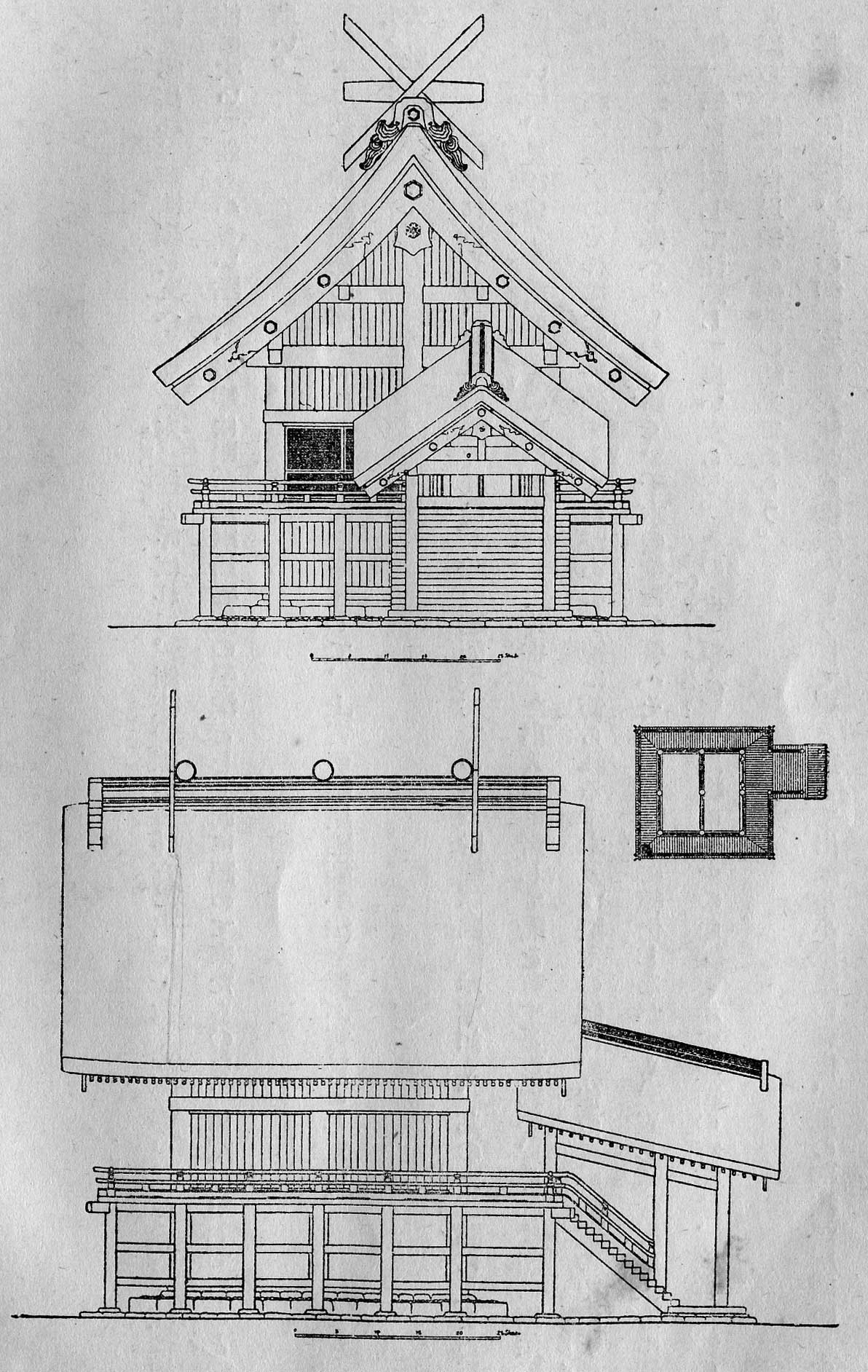
Taisha-zukuri, santuario Izumo Taisha

### Approfondimenti
1. ↑  solo il Grande Santuario di Ise viene ricostruito ogni 20 anni.
2. ↑  The term setsumatsusha is the combination of the two terms sessha and massha.
3. ↑  Letteralmente "sala del sutra del loto"
4. ↑  Un tetto a padiglione, è un tipo di tetto in cui tutti i lati sono inclinati verso il basso, solitamente con una pendenza abbastanza dolce.
5. ↑  Un timpano è la porzione generalmente triangolare di un muro racchiuso tra i bordi di un tetto inclinato.

### Riferimenti
1. ↑   Yoshiro Tamura, The Birth of the Japanese nation, in Japanese Buddhism - A Cultural History, First, Tokyo, Kosei Publishing Company, 2000,  pp. 20–21, ISBN 4-333-01684-3.
2. 1 2 3  The History of Shrines, Encyclopedia of Shinto, retrieved on June 10, 2008
3. ↑  Mark Teeuwen in Breen and Teeuwen (2000:95-96)
4. 1 2 3 4  Young Young, 2007, p. 50.
5. 1 2 3  Fletcher Cruickshank, 1996, p. 724.
6. 1 2  Nishi Hozumi, 1996, p. 40.
7. 1 2  Kishida, 2008, p. 33.
8. ↑  Kishida, 2008, p. 34.
9. ↑  Kishida, 2008, p. 35.
10. ↑  Kishida, 2008, p. 126.
11. ↑  Nishi Hozumi, 1996, p. 41.
12. ↑  Kuroda, 2005.
13. 1 2 3  Encyclopedia of Shinto Torii, accessed on December 15, 2009
14. 1 2  JAANUS, Torii accessed on December 12, 2009
15. 1 2 3  Iwanami Kōjien (広辞苑?) Japanese dictionary, 6th Edition (2008), DVD version.
16. 1 2  JAANUS, Komainu, accessed on November 8, 2009
17. ↑  JAANUS, A un, accessed on November 8, 2009
18. ↑  Shinden, Encyclopædia Britannica
19. ↑   Mizue Mori, Haiden, in Encyclopedia of Shinto, β1.3, Tokyo, Kokugakuin University, 2 giugno 2005. URL consultato il 16 novembre 2009.
20. ↑   haiden, su aisf.or.jp, JAANUS - Japanese Architecture and Art Net User System. URL consultato l'8 novembre 2009.
21. ↑  Heiden, JAANUS, accessed on November 17, 2009
22. 1 2  Encyclopedia of Shinto, Hokora. Accessed on December 14, 2009
23. 1 2 3 4 5 6 7 8 9 10 11 12 13  Encyclopedia of Shinto,History and Typology of Shrine Architecture, accessed on November 29, 2009
24. 1 2  JAANUS, Nagare-zukuri, accessed on December 1, 2009
25. 1 2  JAANUS, Kasuga-zukuri, accessed on December 1, 2009
26. ↑   okos.co.jp,  http://www.okos.co.jp/oosaki/img/english.pdf.
27. ↑  JAANUS, Hachiman-zukuri accessed on December 1, 2009
28. ↑  JAANUS, Hie-zukuri, accessed on December 1, 2009
29. ↑  JAANUS, Irimoya-zukuri, accessed on December 1, 2009
30. ↑  Iwanami Nihonshi Jiten (岩波日本史辞典), CD-Rom Version. Iwanami Shoten, 1999-2001.
31. 1 2 3 4  Encyclopedia of Shinto, Gongen-zukuri accessed on December 2, 2009
32. ↑  Jaanus, Gongen-zukuri, accessed on December 5, 2009
33. 1 2  JAANUS, Shinmei-zukuri accessed on December 1, 2009
34. ↑  JAANUS, Sumiyoshi-zukuri, accessed on December 1, 2009
35. ↑  JAANUS, Taisha-zukuri, accessed on December 1, 2009
36. ↑  JAANUS, Misedana-zukuri, accessed on December 1, 2009.
37. 1 2 3  JAANUS, Ootori-zukuri, accessed on December 1, 2009